# Le Mans Classic
Le Mans Classic est une rétrospective d'automobiles sportives anciennes bisannuelle comportant des courses se déroulant sur le circuit des 24 Heures du Mans dans la Sarthe, suivies d'une vente aux enchères. La manifestation se déroule sur trois jours, le 1er week-end de juillet des années paires en alternance avec le concours d'élégance du Chantilly Arts & Elegance Richard Mille, sauf en 2023 (centenaire des 24 Heures du Mans) où elle est programmée du 29 juin au 2 juillet 2023.

## Présentation
En 2002, l'Automobile Club de l'Ouest s'associe avec l'organisation d'événementiels automobiles Peter Auto et l'horloger Richard Mille pour créer une rétrospective d'automobiles de compétition classiques, sur le circuit des 24 Heures,.
Pendant trois jours, le premier étant consacré aux qualifications, le circuit de la Sarthe accueille les voitures de compétitions historiques qui courent par plateaux.

### Situation

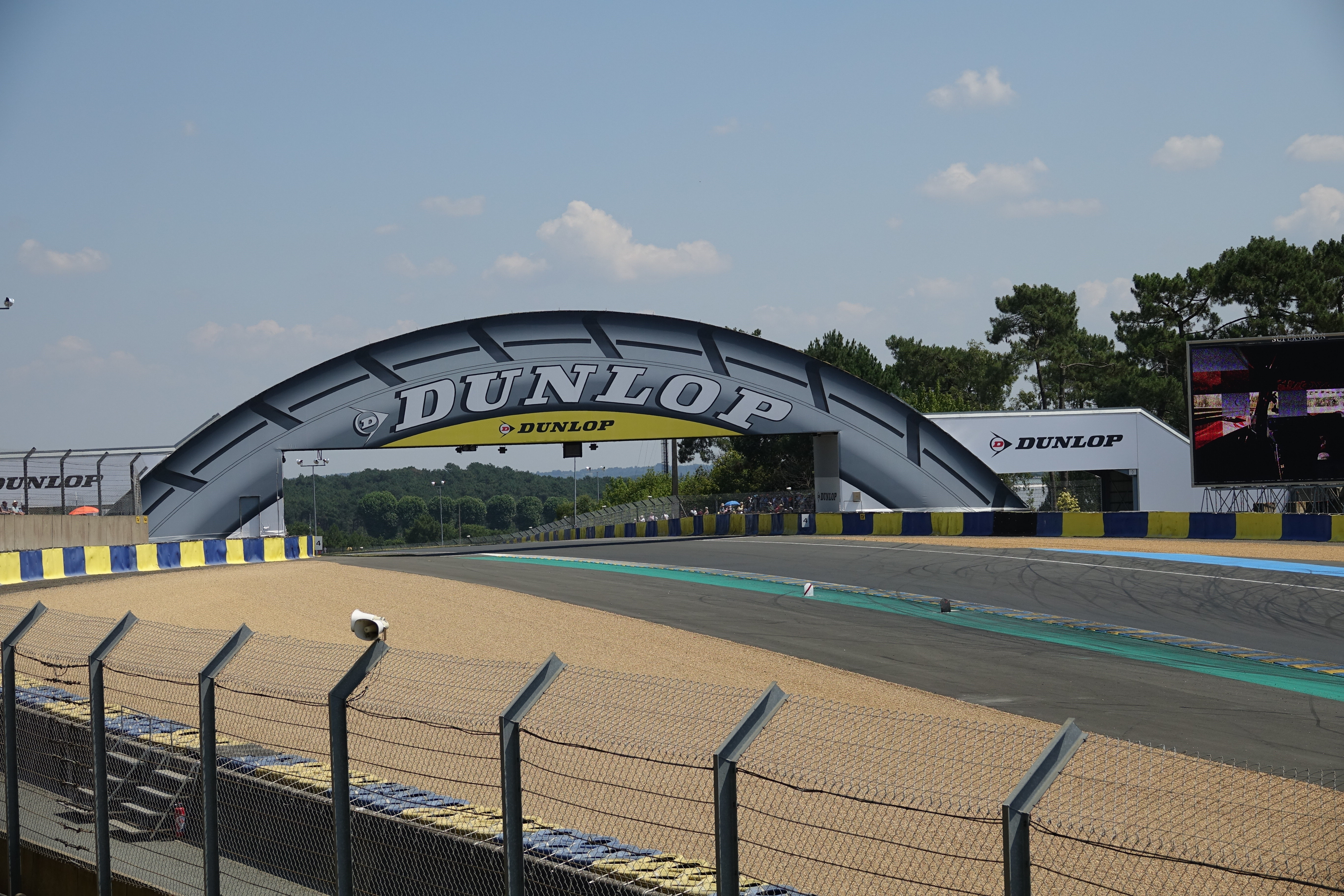
Circuit du Mans

Durant Le Mans Classic, les courses se disputent sur les 13,626 kilomètres de piste du circuit, celui sur lequel se dispute les 24 Heures du Mans.

### Plateaux
Les véhicules concourent par plateaux réunissant des véhicules du même type, ayant disputés les 24 Heures du Mans entre 1923 et 1993. La course réunit en moyenne 500 véhicules (700 en 2018),, répartis sur six plateaux. En 2016, le Groupe C rejoint la compétition, puis en 2018 c'est le plateau Global Endurance Legends qui vient ajouter deux démonstrations de courses sur le circuit.
|                                         | Plateau 1 | Plateau 2                                                                  | Plateau 3                               | Plateau 4                                                                                    | Plateau 5                                                        | Plateau 6                             | Group C Racing (depuis 2016)                                                                         | Global Endurance Legends (depuis 2018) |
| --------------------------------------- | --- | -------------------------------------------------------------------------- | --------------------------------------- | -------------------------------------------------------------------------------------------- | ---------------------------------------------------------------- | ------------------------------------- | --- | --- |
| Catégorie                               | Véhicules d'avant-guerre français et britanniques (1923 - 1939)                                               | Véhicules d'après-guerre français et britanniques (1949 - 1956)            | GT et Prototypes (1957 - 1961)          | GT et Prototypes (1962 - 1965)                                                               | GT et Prototypes (1966 - 1971)                                   | GT et Prototypes (1972 - 1979)        | Ayant participé aux 24h du Mans ou Championnat du Monde d’Endurance (1982 - 1993)                    | GT & Proto des années 1990-2000 |
| Voitures admises (liste non exhaustive) | Aston Martin Riley MPH Aston Martin Ulster Bentley Blower Bugatti Type 51 Delahaye 135S Delage D6 Lagonda V12 | DB3 Grand Sport Talbot Jaguar Type D Fiat 1 500 Spéciale Cooper Jaguar T38 | Jaguar E2A Ferrari 625LM Tojeiro Climax | Ferrari 330 TRI Jaguar Type E " Low Drog" Ferrari 250 LM Aston Martin DP 212 MG B "Drx 255C" | Porsche 917 Alfa Romeo 33/2 Porsche 908-2 Porsche 908 Ligier JS3 | Cheetah G601 Inaltera 79 Rondeau 379C | Peugeot 905 Porsche 956 Jaguar XJR-9 Mazda 787b SaMercedes C9 Porsche 962 Jaguar XJR-14 Toyota TS010 | Aston Martin DBR9 Audi R8 Bentley Speed 8 Chrysler Viper Dallara SP1 Ferrari 333 SP Ferrari 550 GTS Maranello Jaguar XJR-15 Maserati MC12 GT1 McLaren F1 GTR Pescarolo C60 Toyota TS020 GT One |

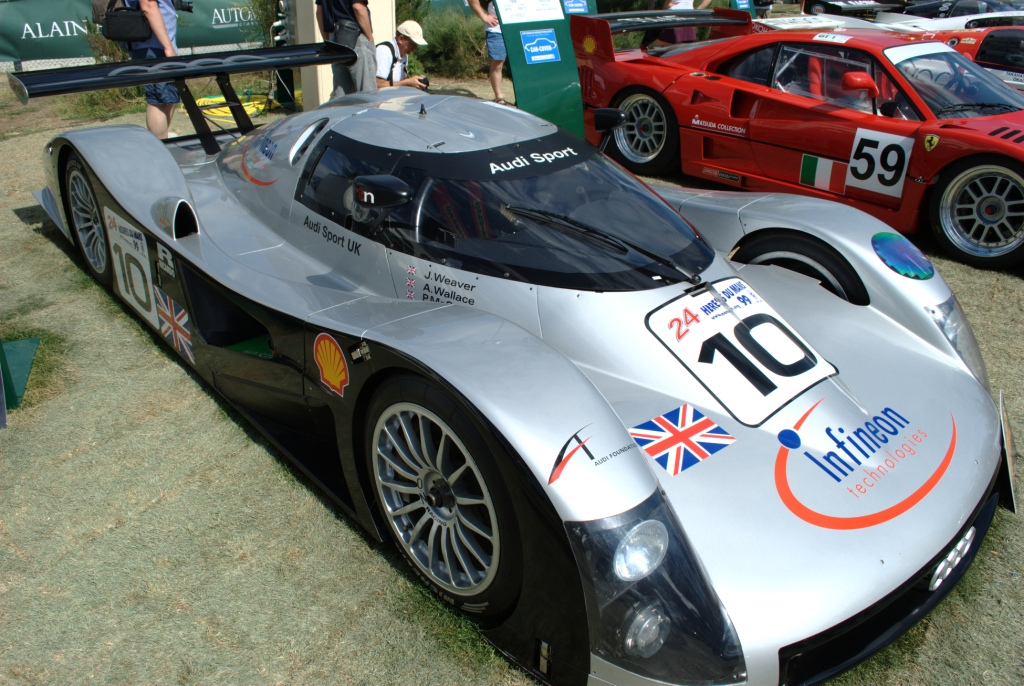
Audi R8C Le Mans Classic 2010
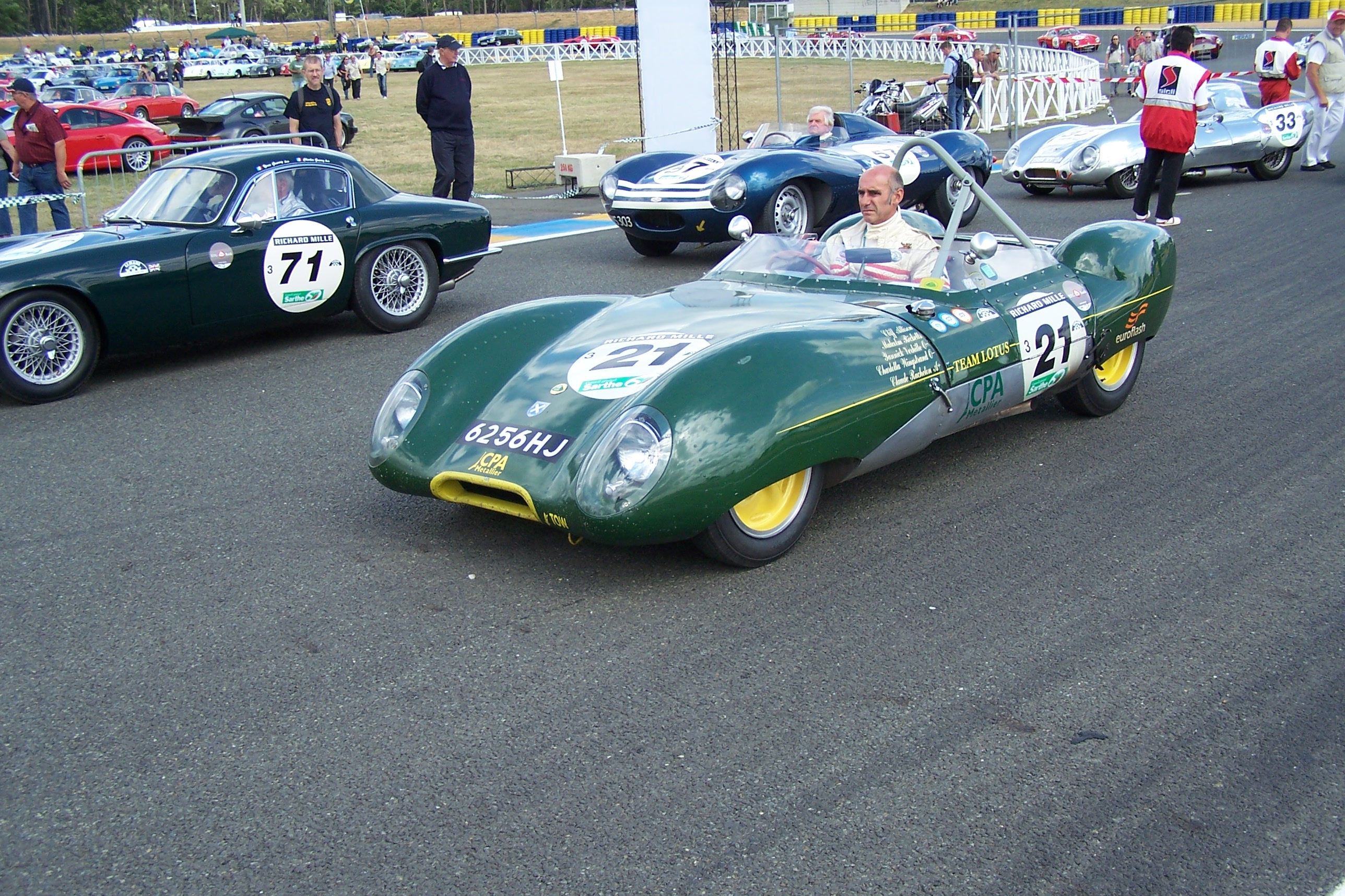
Lotus Le Mans Classic 2008
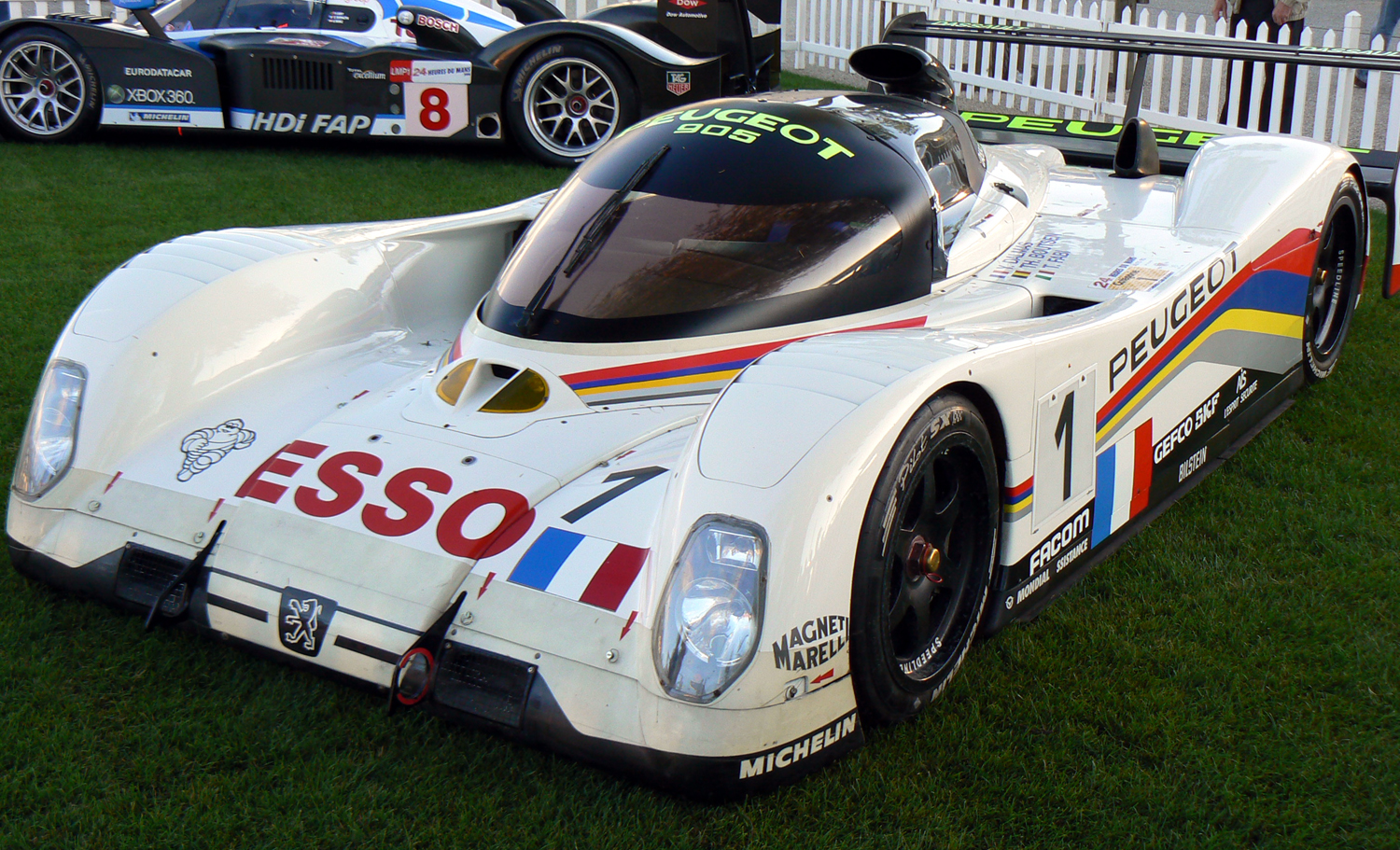
Peugeot 905 Le Mans Classic 2008
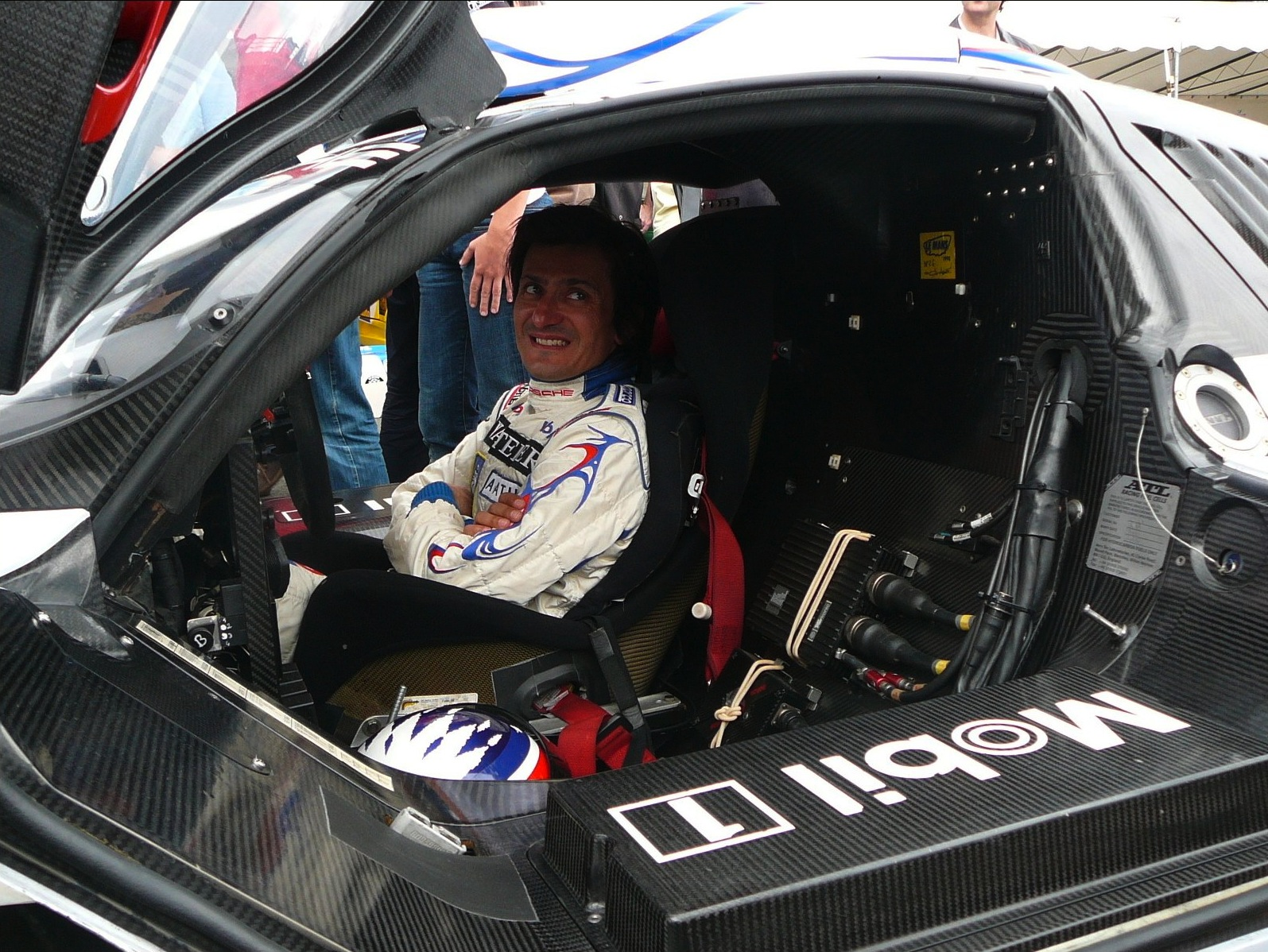
Porsche 911 GT1 et Stéphane Ortelli Le Mans Classic 2008

### Clubs
Le Mans Classic reçoit, dans l'enceinte du circuit, environ 200 clubs automobiles européens représentant 60 marques et 8 500 voitures.

Expositions des clubs
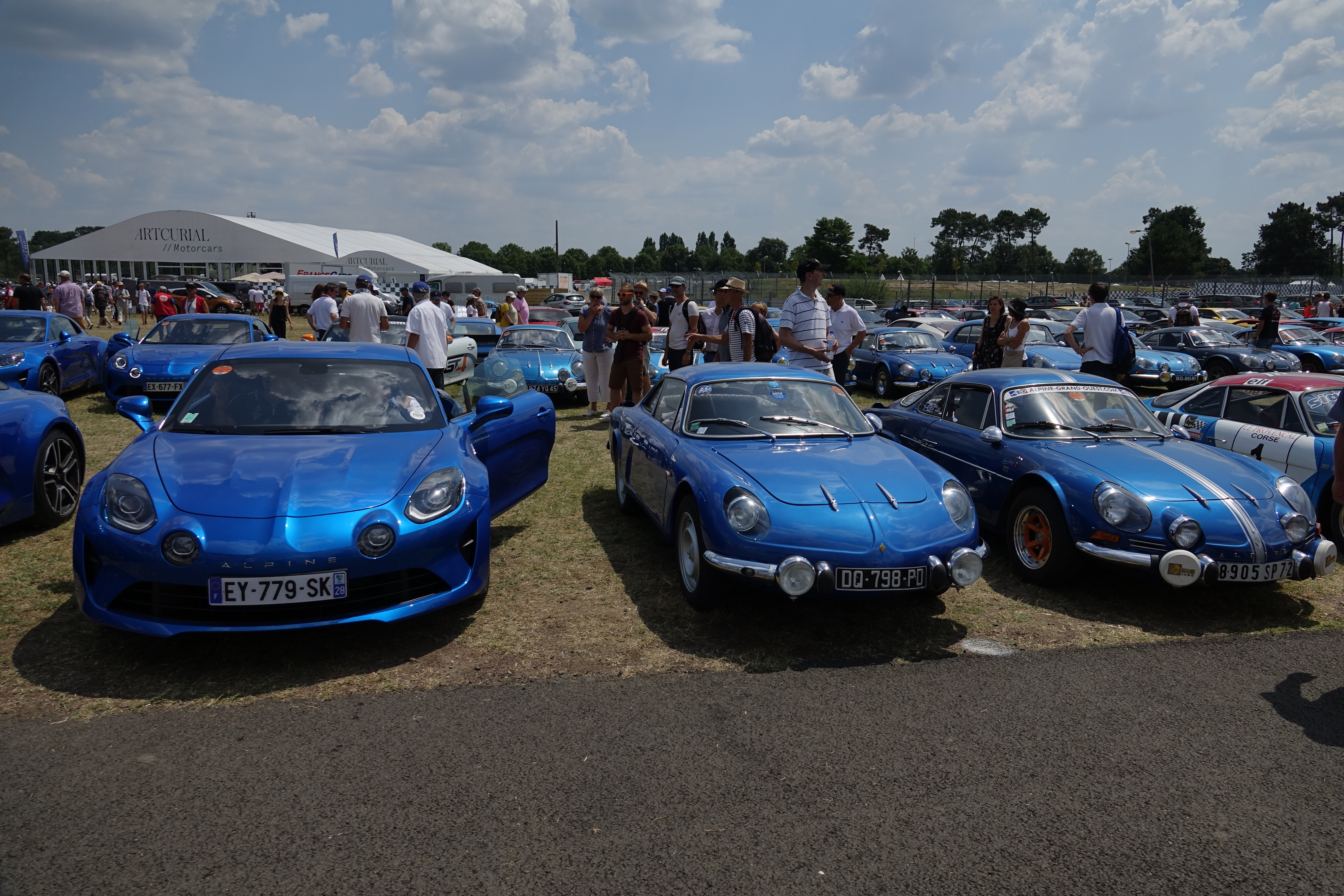
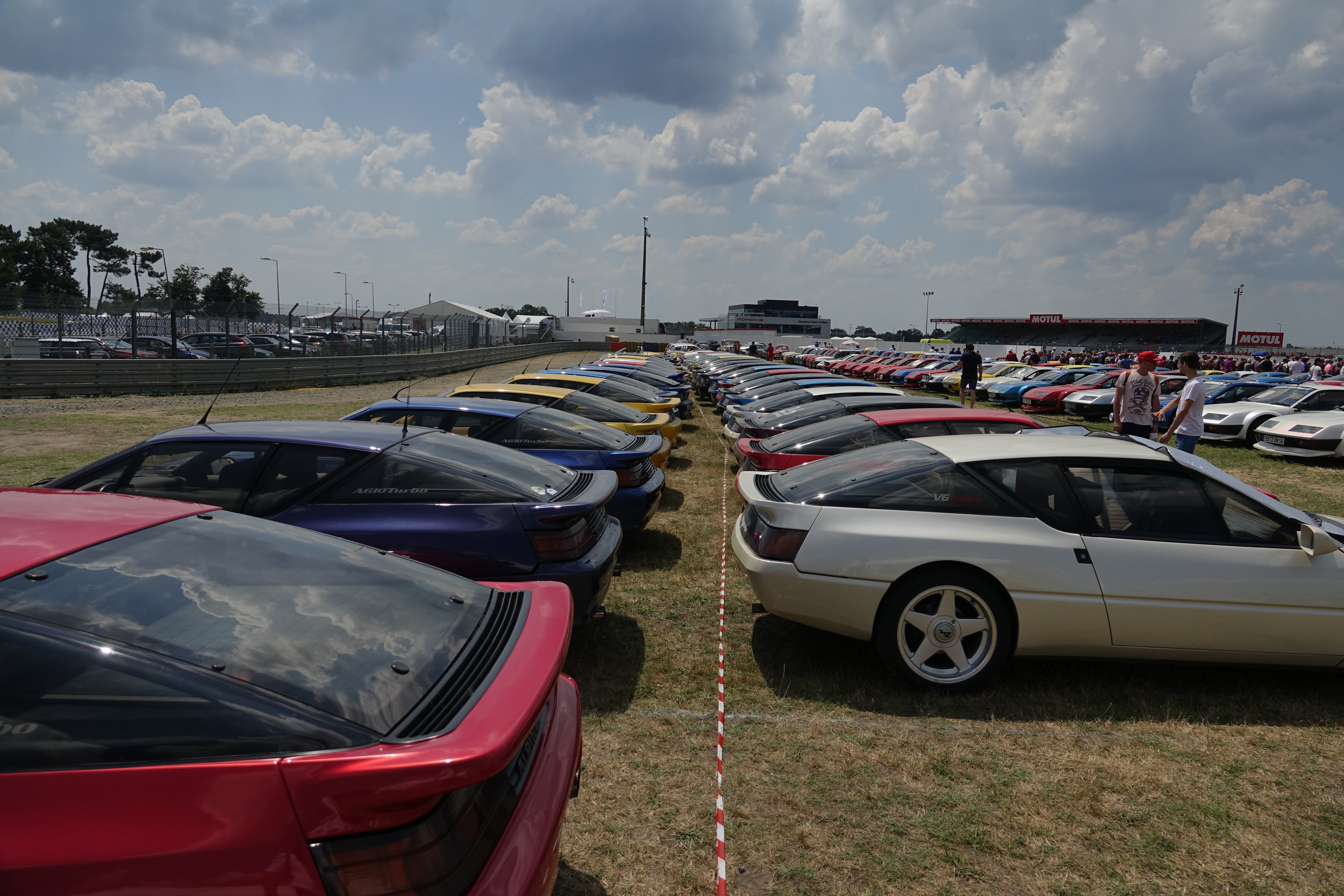
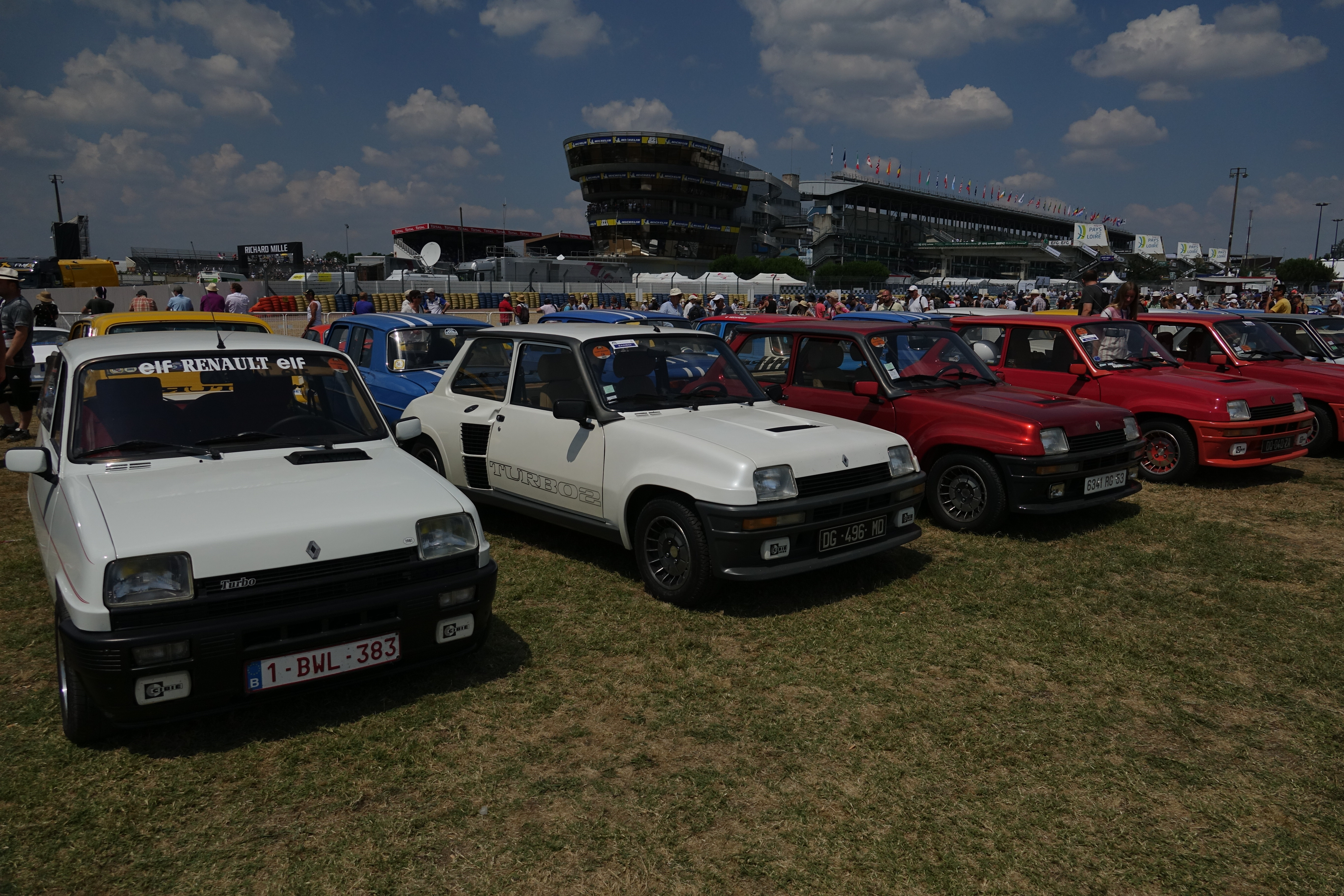
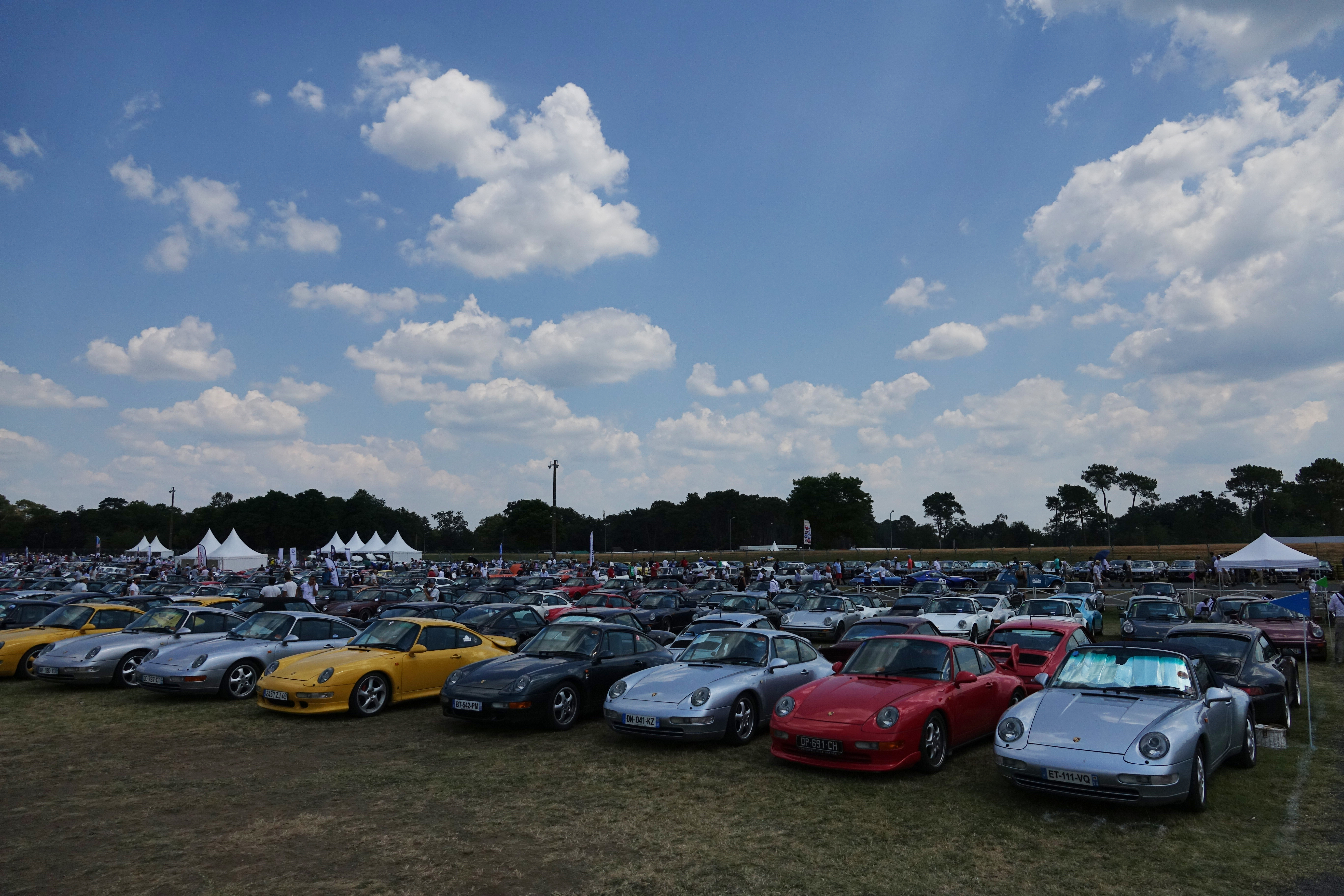
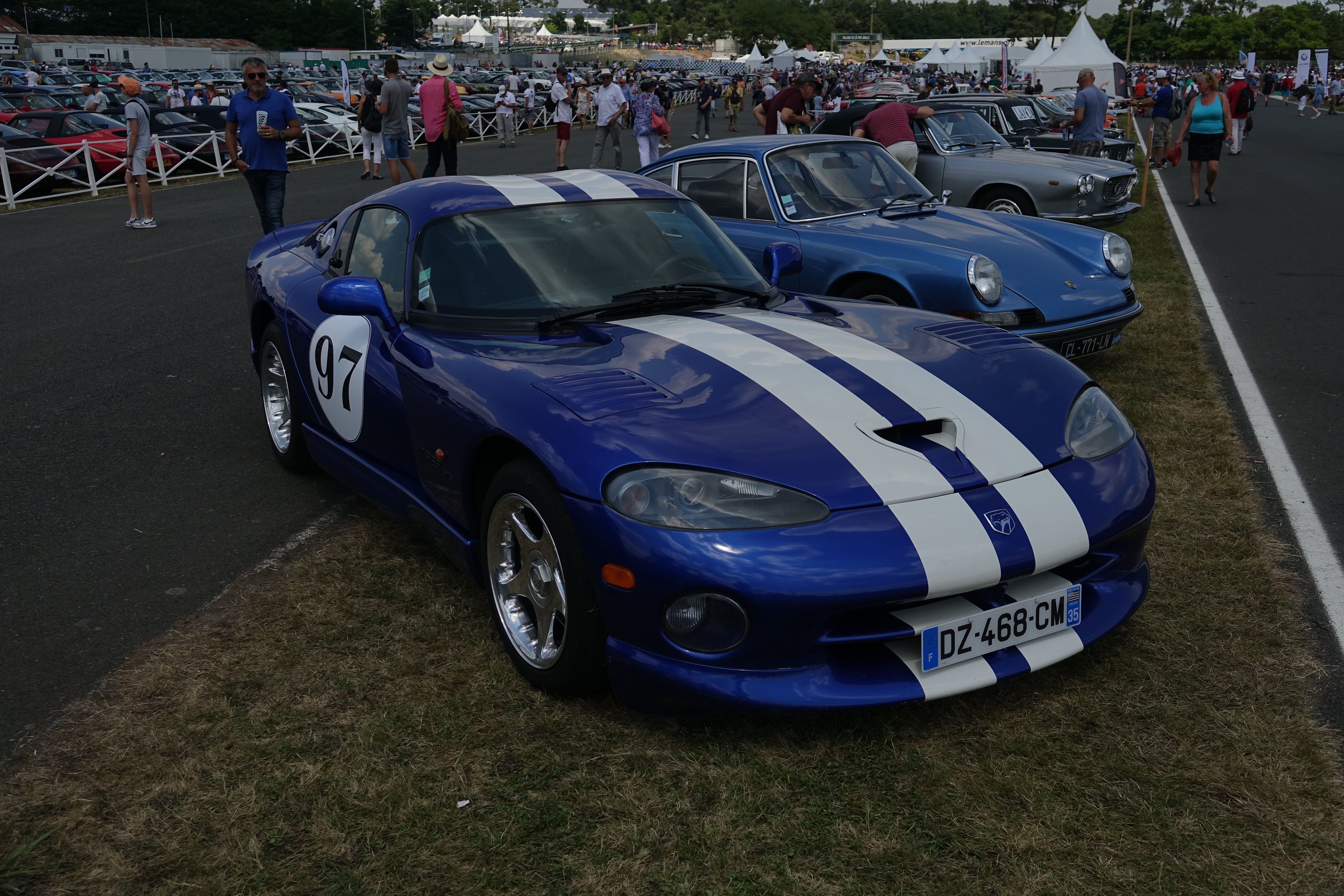
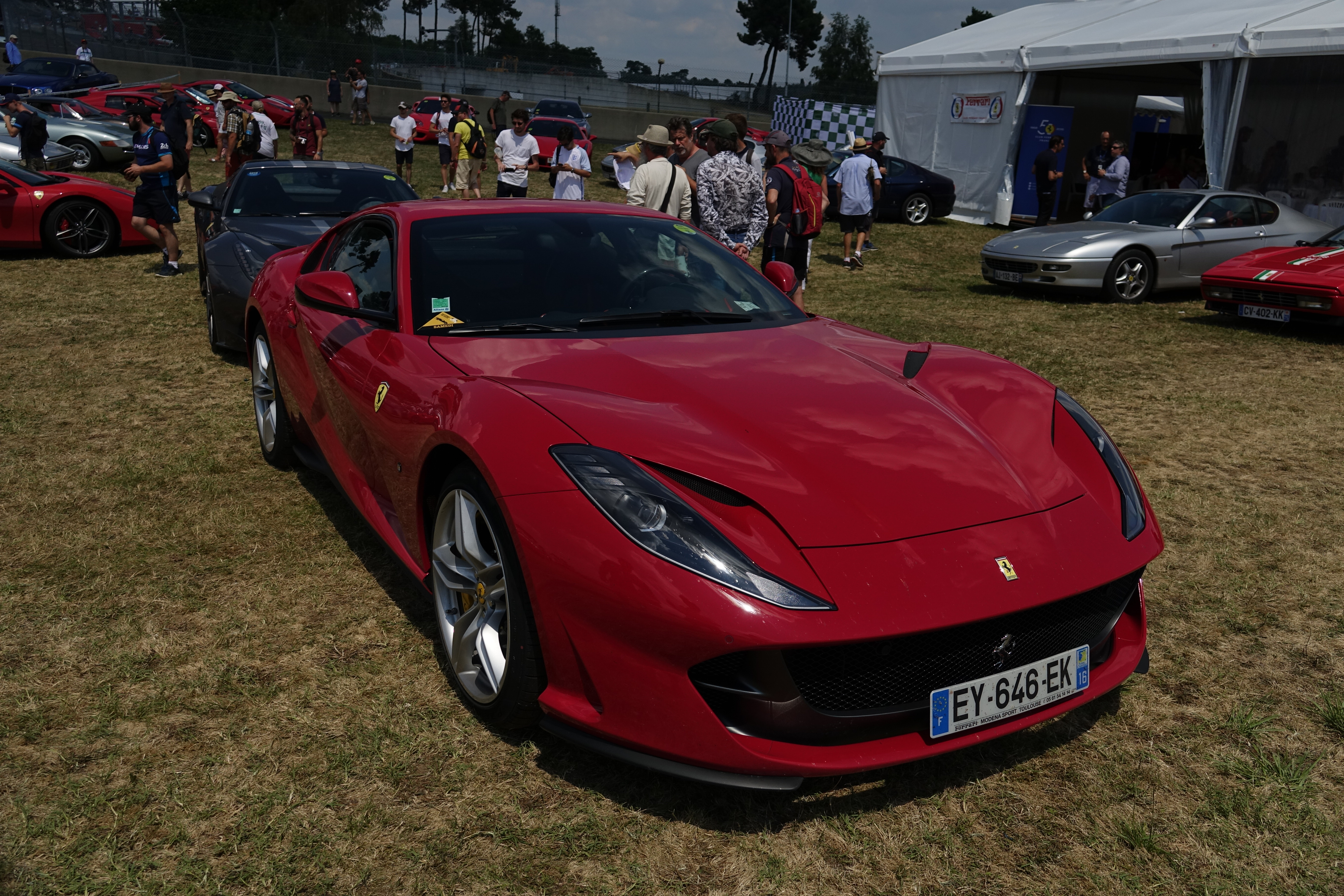
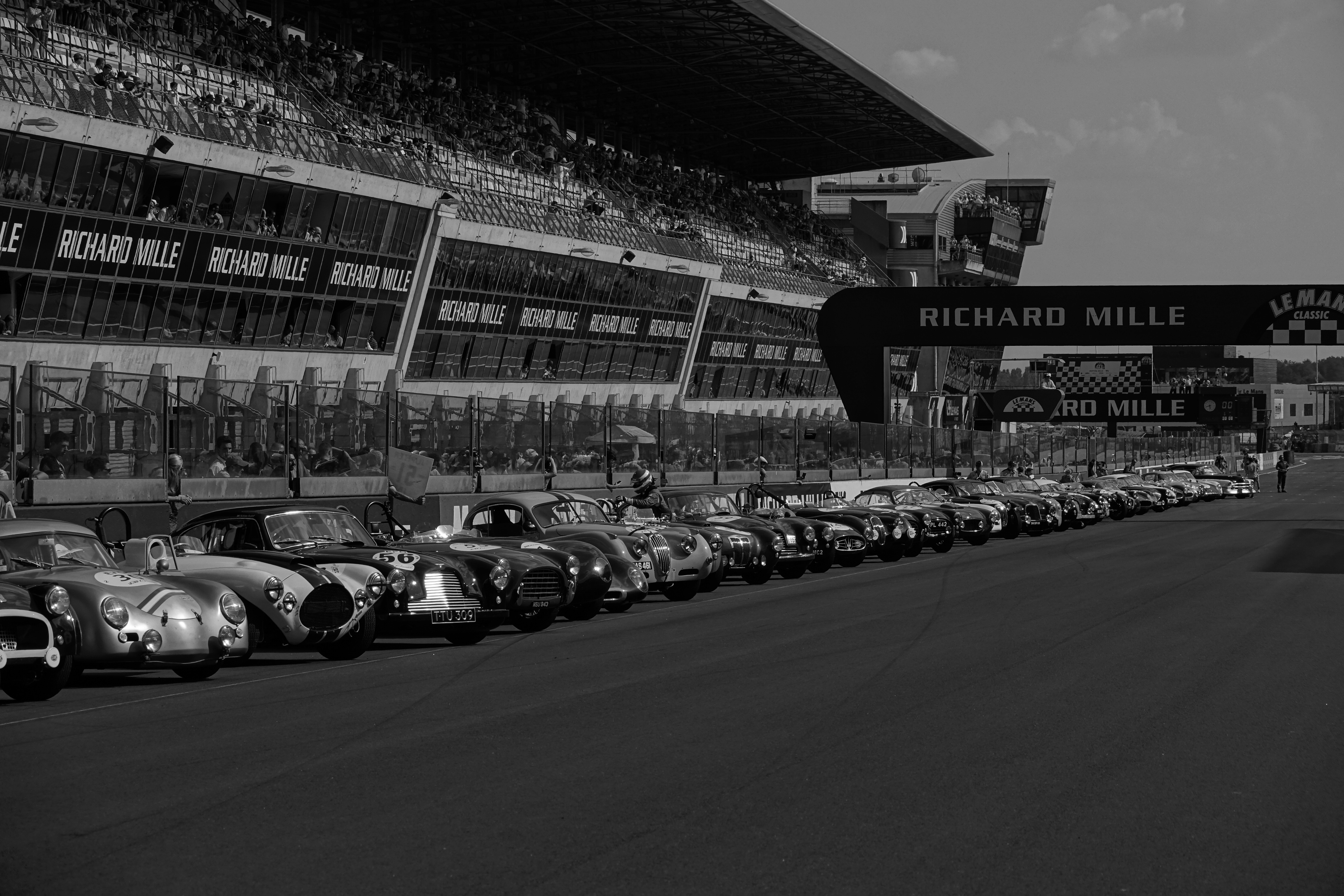

### Little Big Mans

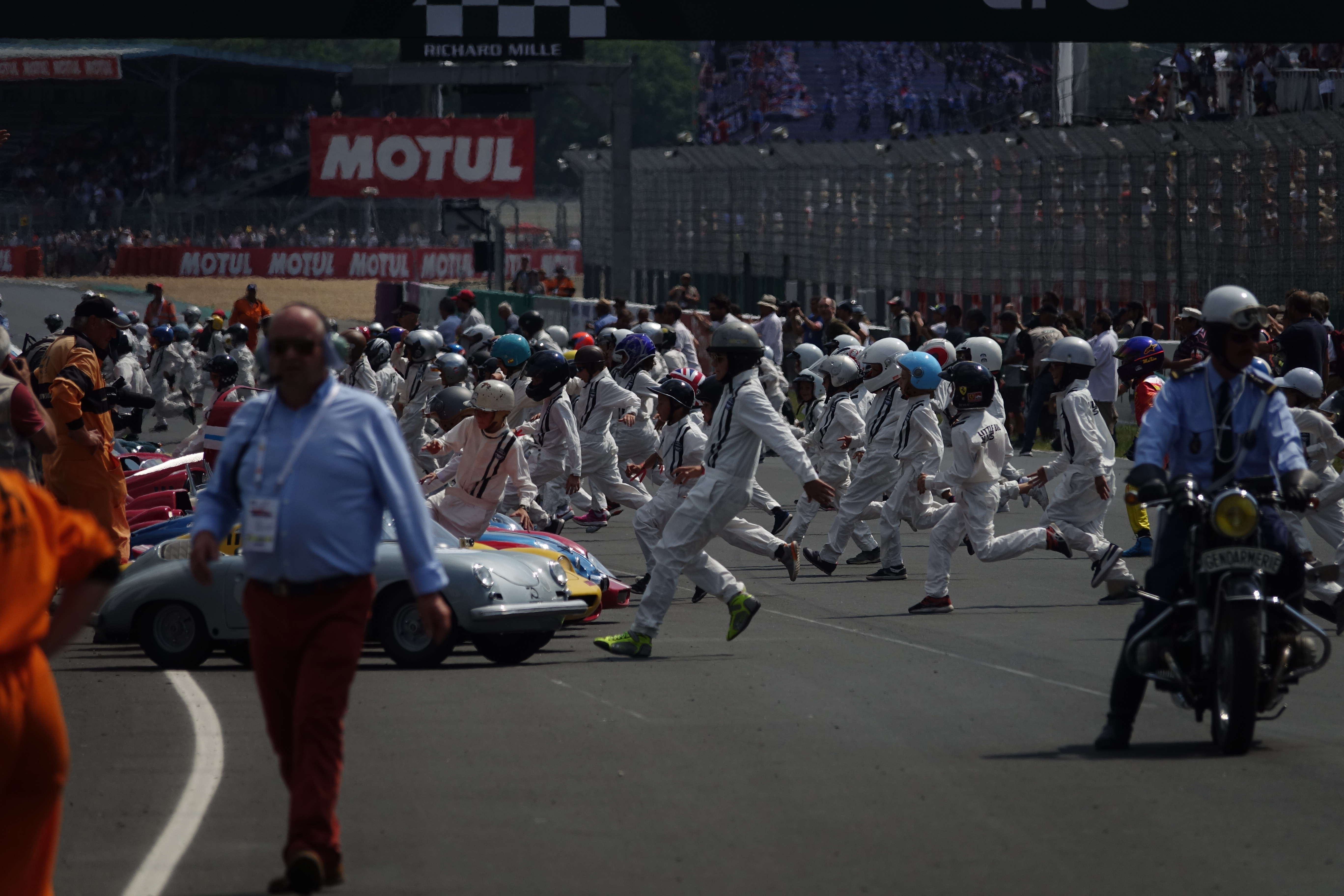
Départ type "Le Mans"

En 2008, la manifestation lance le Little Big Mans, un tour de circuit pour des pilotes âgées de 6 à 13 ans à bord de leur voiture miniature thermique ou électrique. Celle-ci sont produites artisanalement ou en série limitée, et sont fidèles aux modèles dont elles reprennent les lignes.
Lors du Little Big Mans, les enfants imitent leurs aînés pour un départ type "Le Mans" en courant du bord de piste opposé vers leur bolide, et s'élancent ensuite sur la piste.

### Fréquentation
En 2016, la rencontre réunit environ 80 000 spectateurs,,,  135 000 en 2018 et plus de 200 000 spectateurs en 2022. En 2023, l'édition du Le Mans Classic célèbre le centenaire des 24 Heures du Mans et bat son record de fréquentation avec 235 000 spectateurs.

### Ventes aux enchères
La maison française de ventes aux enchères Artcurial organise des ventes de voitures, dans l'enceinte du circuit,

## Éditions

### 1reédition (2002)
Trois cents voitures identiques à celles ayant participé aux 24 Heures du Mans entre 1923 et 1975, dont 80 ayant réellement participé à la course sarthoise sont présentes, ainsi que 3 500 voitures de clubs de toute l'Europe.
Les plateaux présentés cette année sont :
- Plateau 1 : 1923 - 1939
- Plateau 2 : 1945 - 1956
- Plateau 3 : 1957 - 1961
- Plateau 4 : 1962 - 1965
- Plateau 5 : 1966 - 1975

### 2eédition (2004)

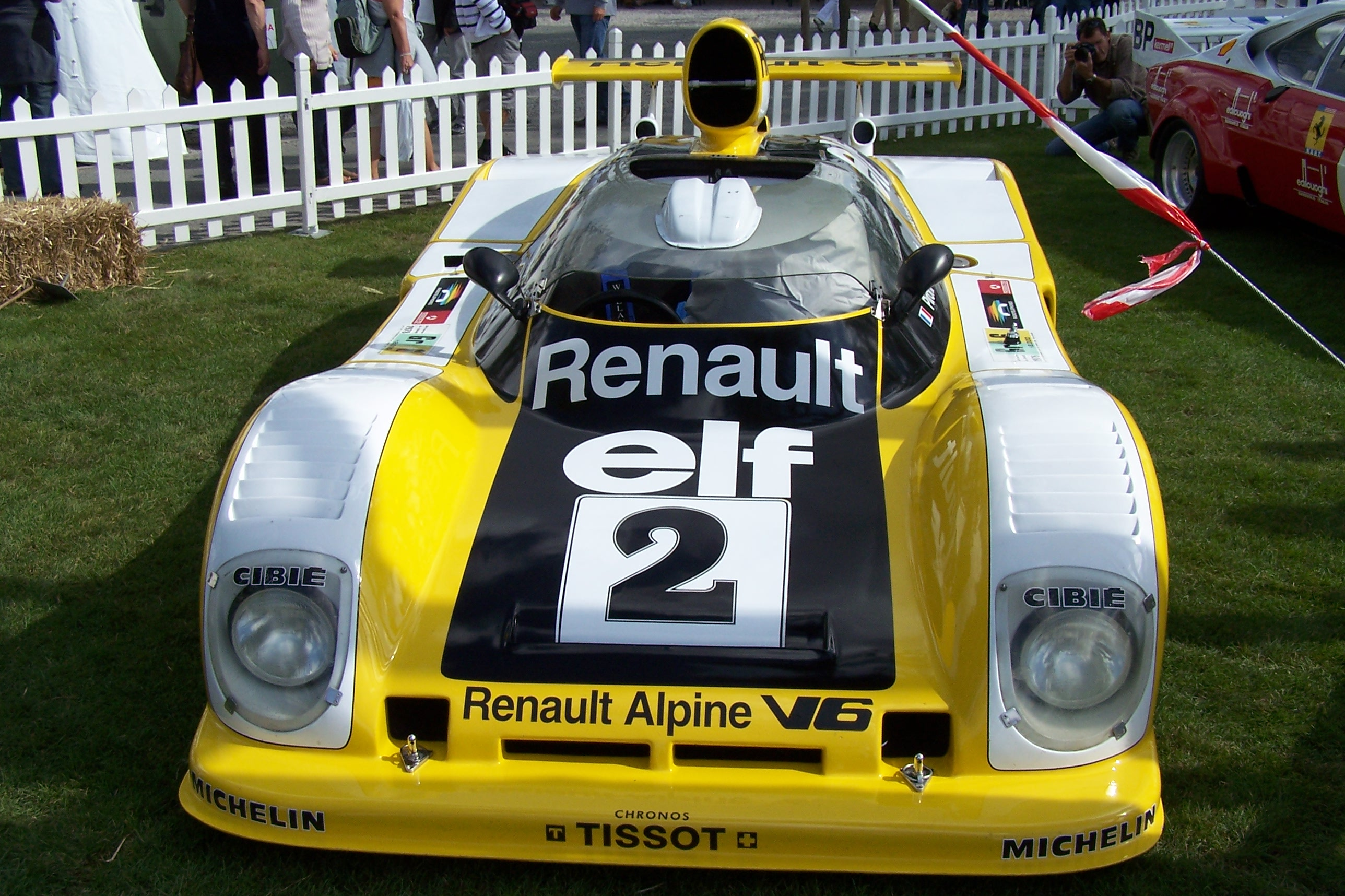
L’Alpine A442 B victorieuse aux 24 Heures du Mans 1978

Ce sont 400 voitures ayant participé aux 24 Heures du Mans, 4 000 voitures de clubs et près de 50 000 visiteurs qui participent.

### 4eédition (2008)
En 2008, 40 pilotes des 24 Heures sont présents sur la compétition, accompagnés de pilotes de rallyes. Parmi eux se trouvent les pilotes français Henri Pescarolo, Gérard Larrousse, Jean Ragnotti, Jean-Louis Schlesser, le Monégasque Stéphane Ortelli ou encore l'Allemand Jürgen Barth.

### 8eédition (2016)

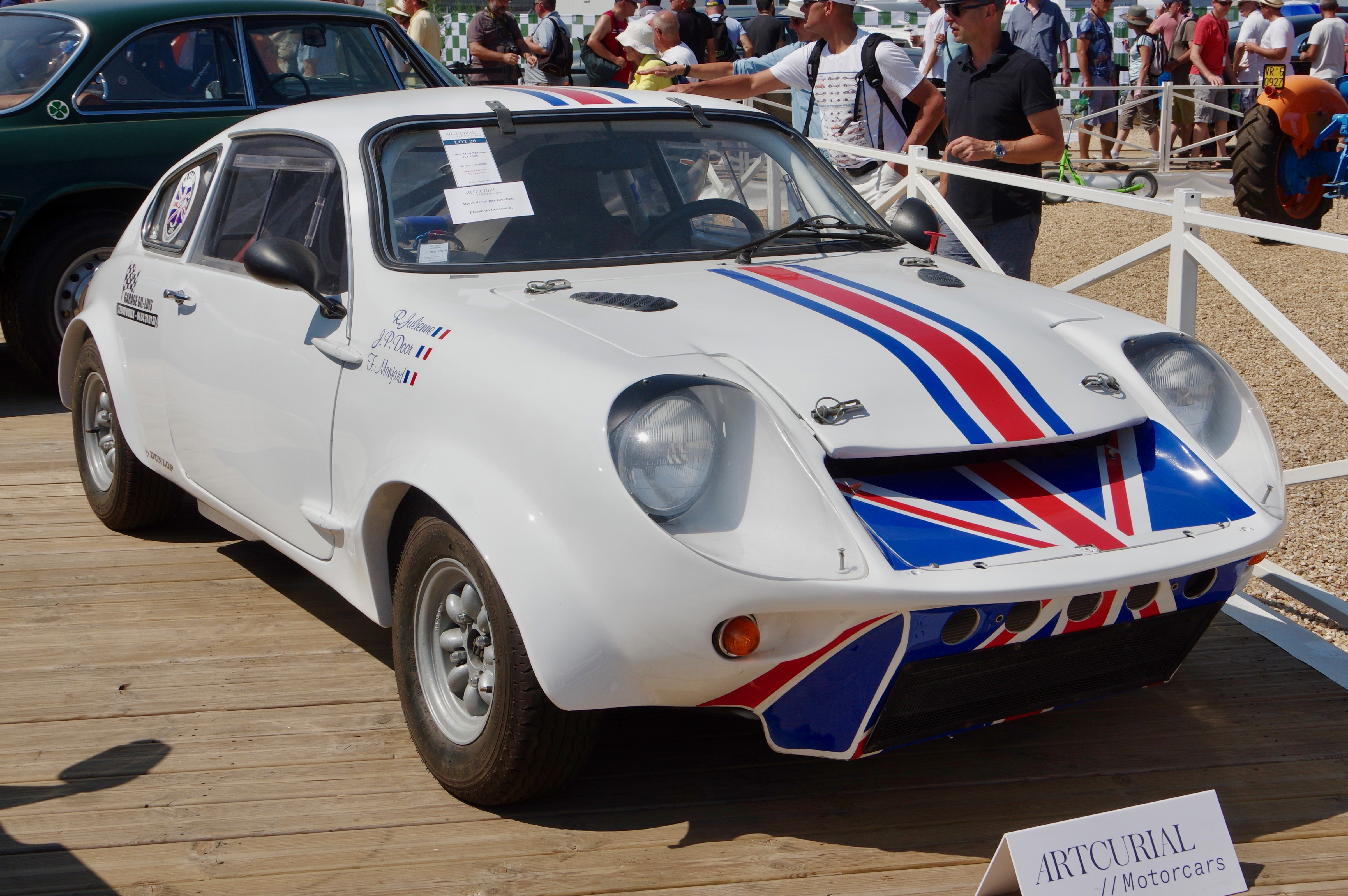
La Mini Marcos GT 1300 de 1966 pilotée par Rémy Julienne

La huitième édition du Mans Classic a lieu du 8 au 10 juillet 2016. 500 voitures historiques de compétition sont engagées sur la piste, 8 500 voitures de clubs représentant une soixantaine de marques automobiles et 123 000 spectateurs[réf. souhaitée], tandis que la vente aux enchères organisée en marge de l'événement est assurée par Artcurial Motorcars.[pertinence contestée] Les voitures sont regroupées dans les 6 plateaux habituels accompagnés pour la première fois du plateau Groupe C.
Plusieurs pilotes sont présents, Andy Wallace, Éric Hélary, Jan Lammers, Emanuele Pirro, Romain Dumas et Henri Pescarolo et Rémy Julienne.

### 9eédition (2018)

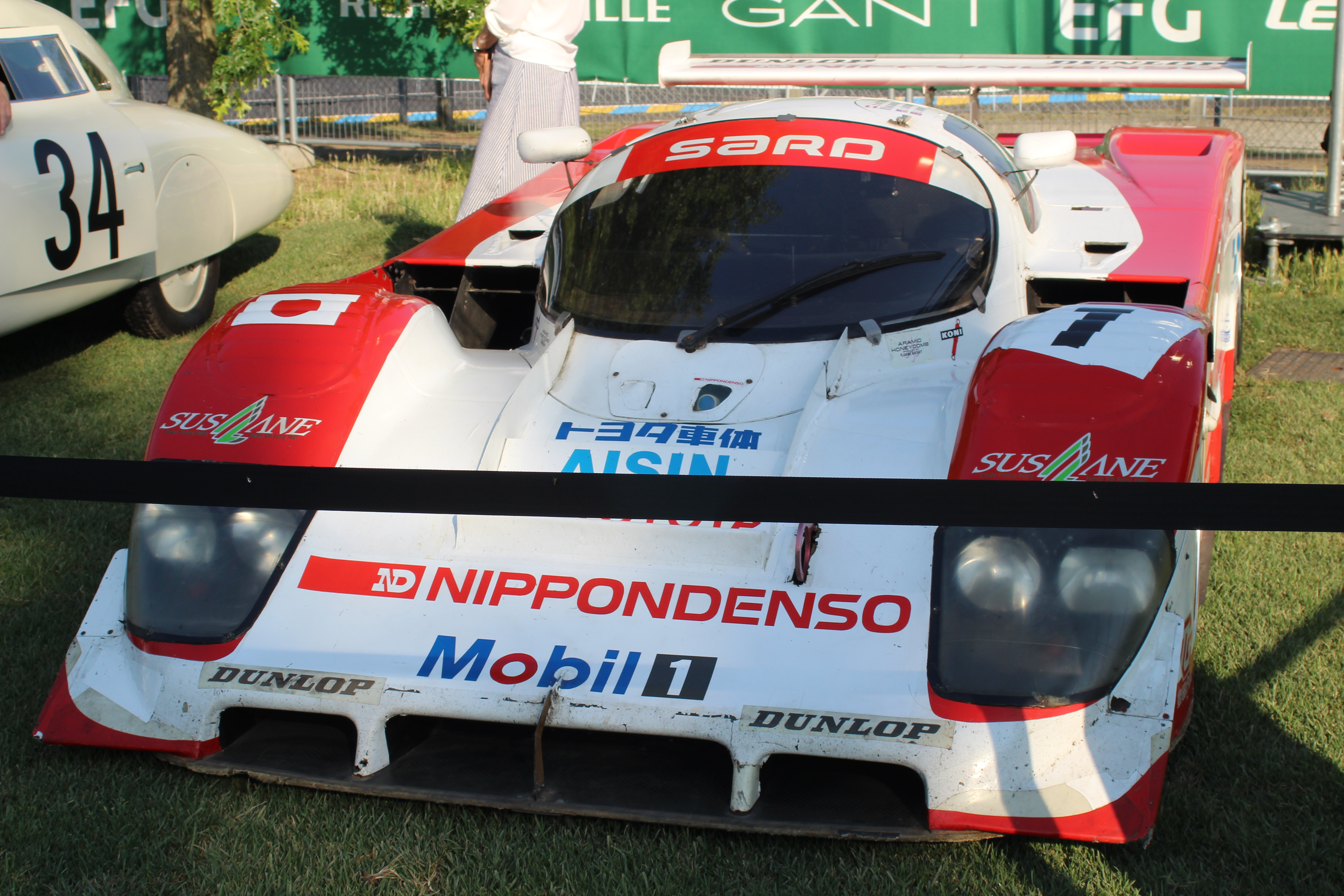
Best Of Show - Toyota 94 CV

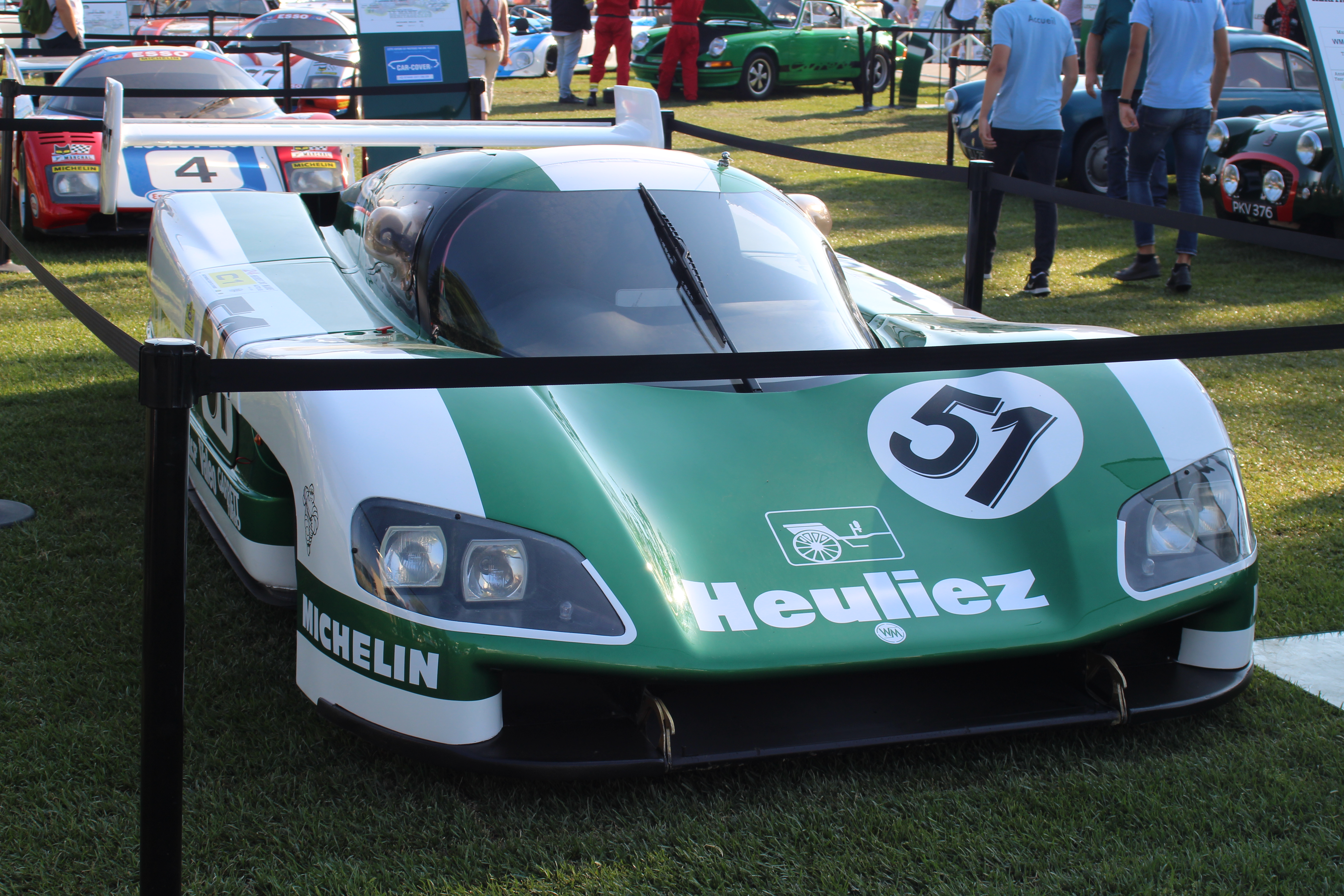
WM Peugeot P88

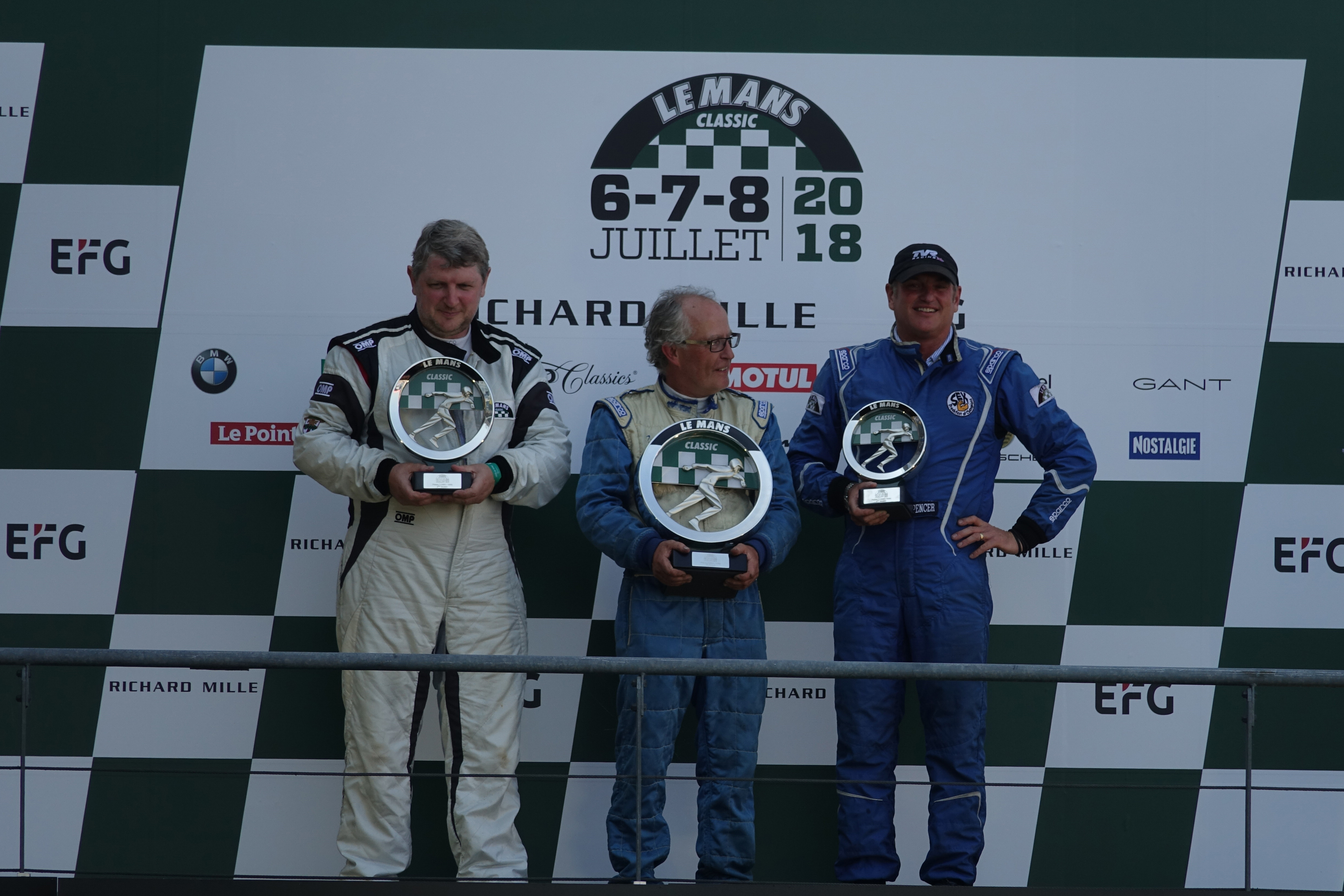
Podium du Plateau 1

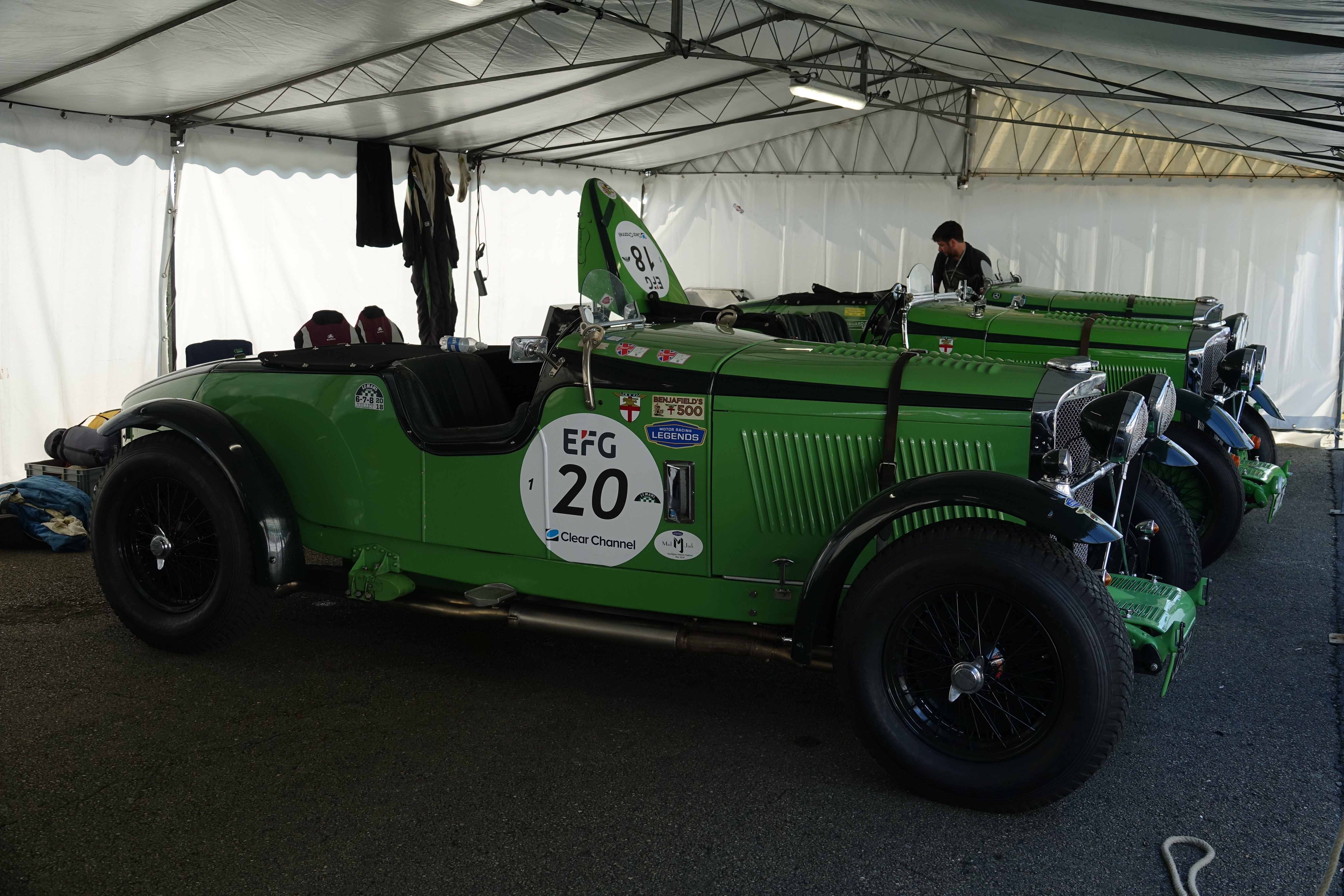
Talbot 105 GO52 (1931)

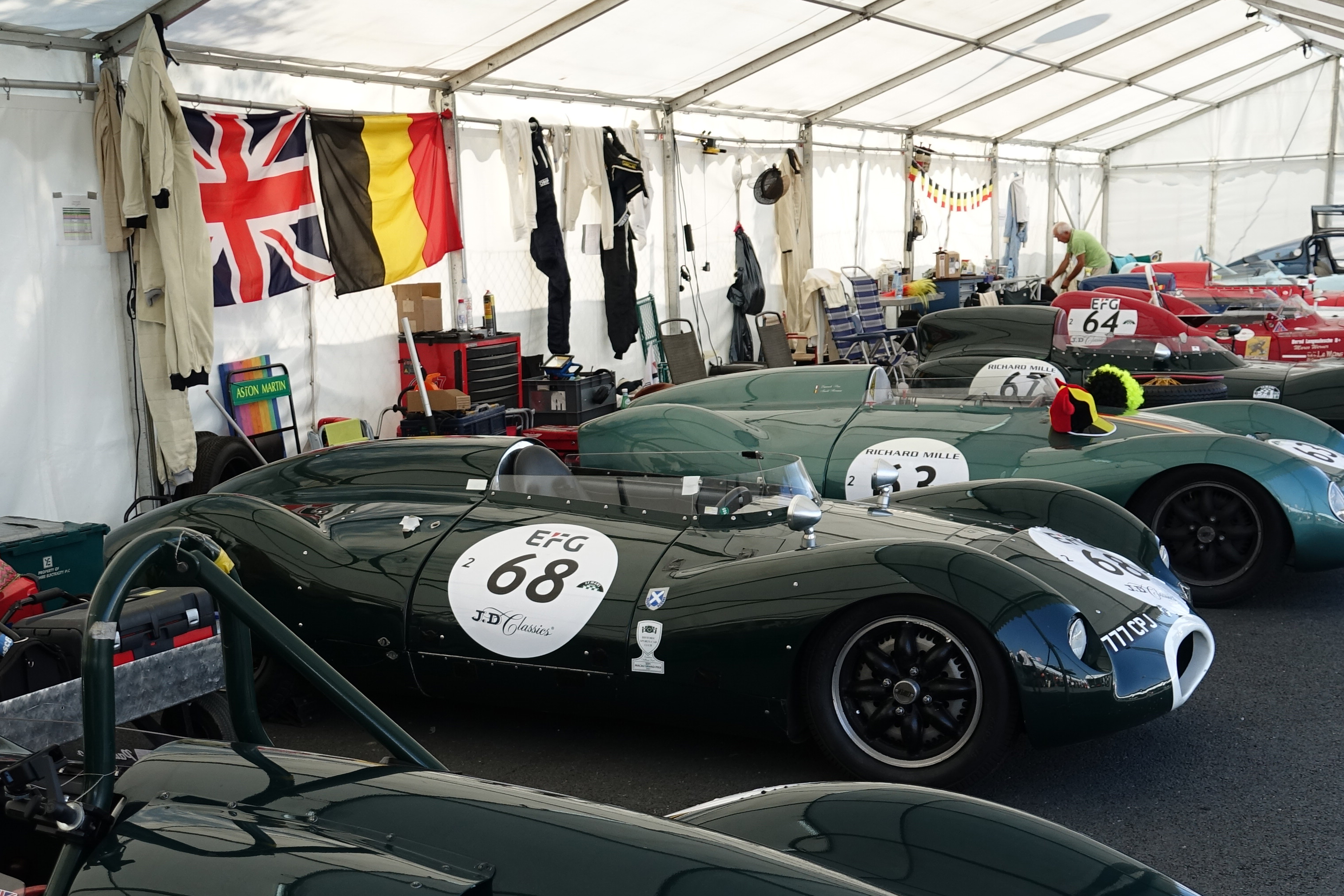
Lotus XV (1958)

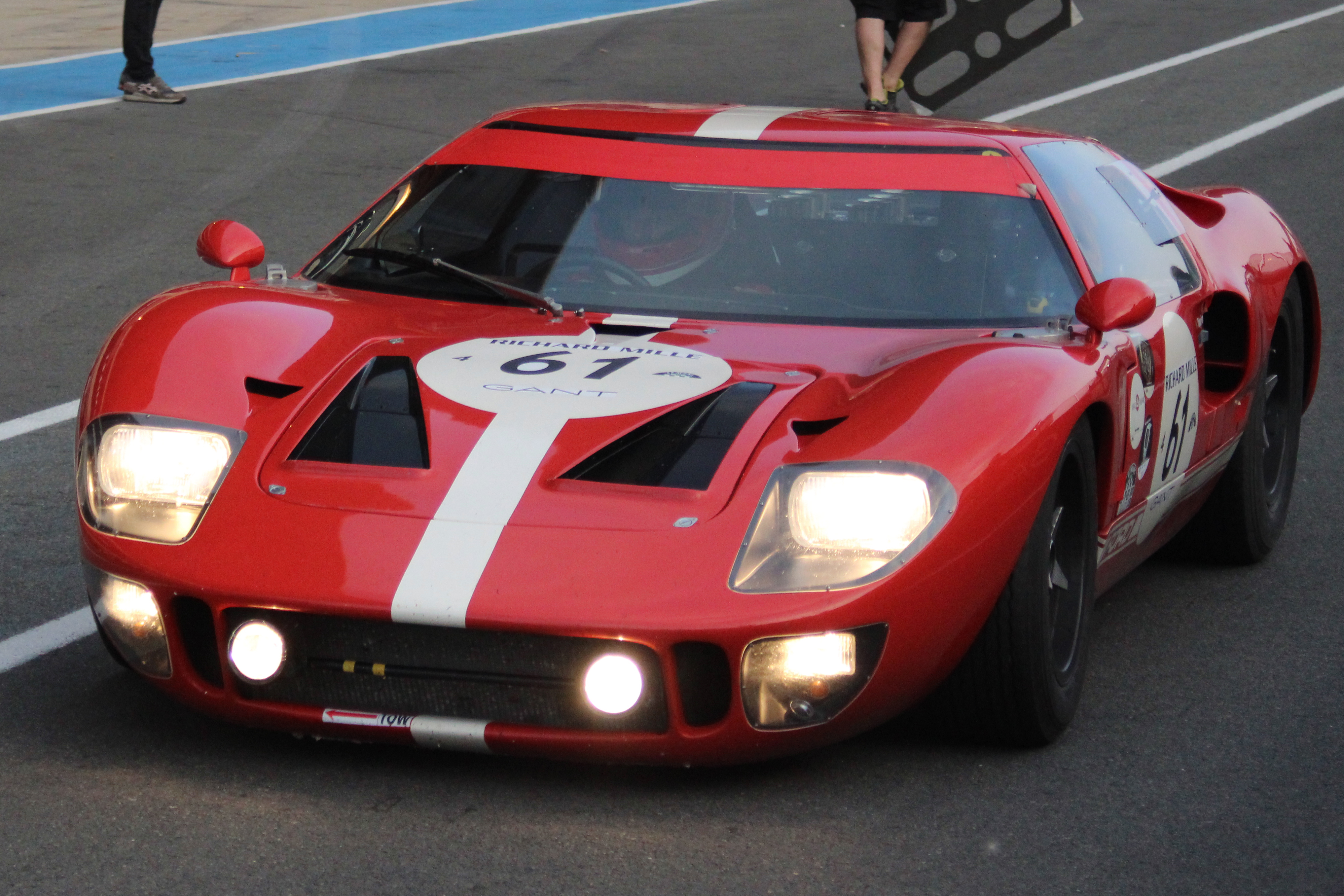
Ford GT40 Mk1 (1955)

135 000 spectateurs sont présents, 700 modèles de 1923 à 2016, et 1 000 pilotes de différentes nationalités différentes. 

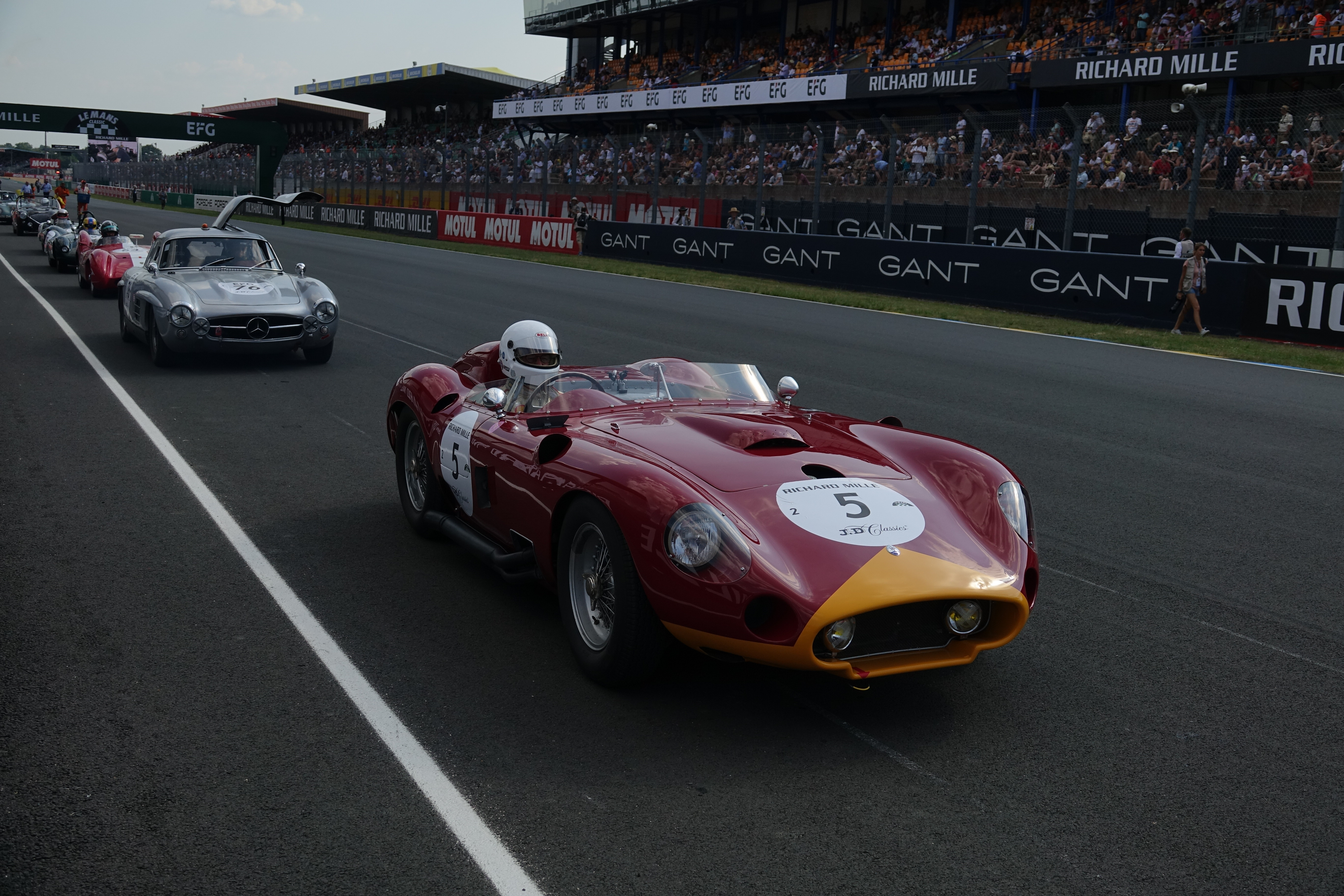
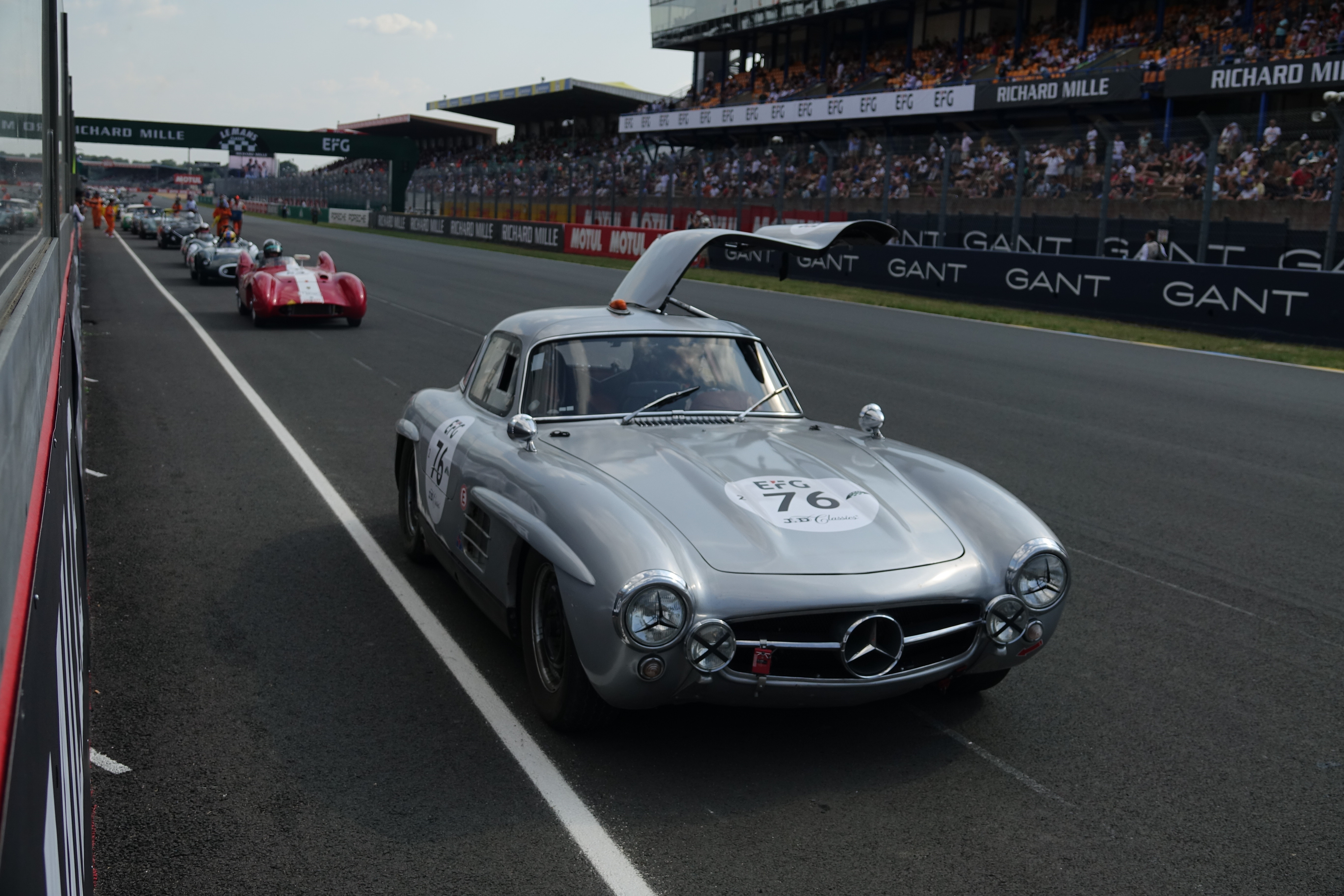
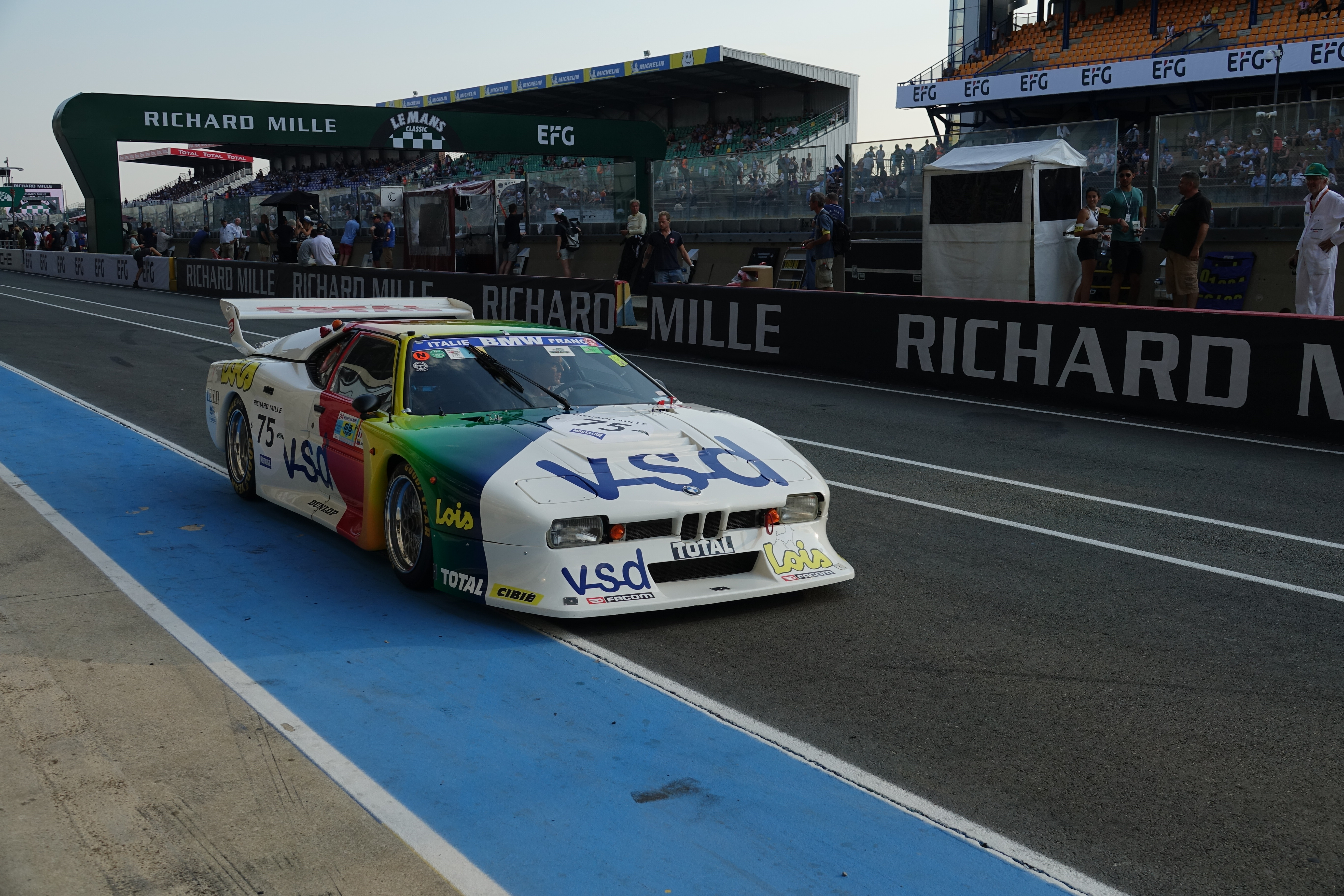

L'édition 2018 qui se déroule du vendredi 6 au dimanche 8 juillet 2018 célèbre quelques anniversaires avec :

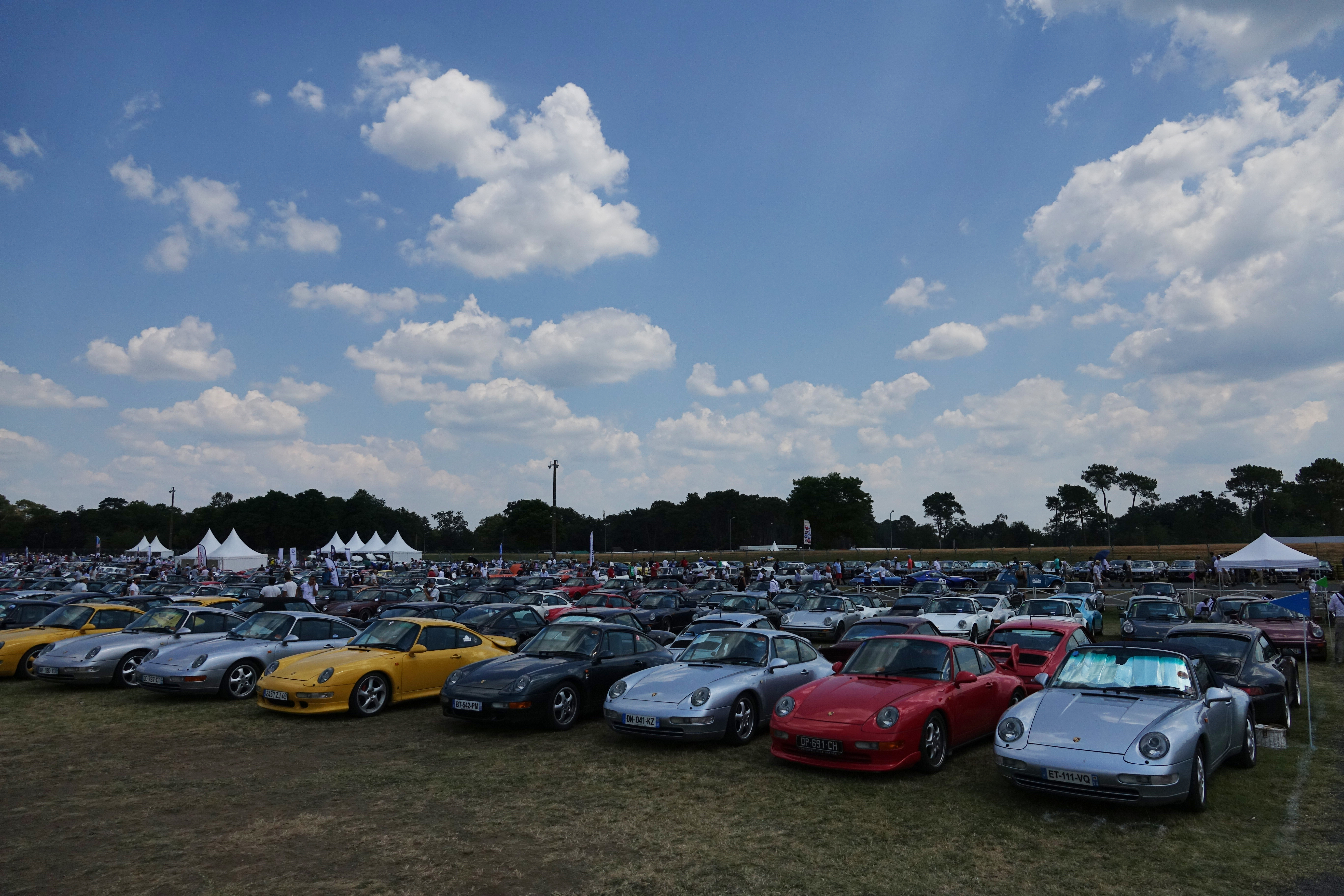
1000 Porsche Classics réunit pour les 70 ans de la marque

- le 25e anniversaire du triplé victorieux des Peugeot 905 aux 24 heures du Mans;
- le 40e anniversaire de la victoire de l'Alpine aux 24 Heures du Mans;
- le 50e anniversaire de la Porsche 908;
- le 70e anniversaire de Porsche, qui détient le record historique de 19 victoires aux 24 Heures du Mans, où pour l'occasion 70 Porsche historiques s'affronteront sur le circuit du Mans dans une course de 55 minutes intitulée « Porsche Classic Race Le Mans ». Tandis que les clubs Porsche se sont réunis sur les pelouses du Mans, pour fêter cet anniversaire, réunissant plus de 1 000 Porsche Classics.

Les anniversaires
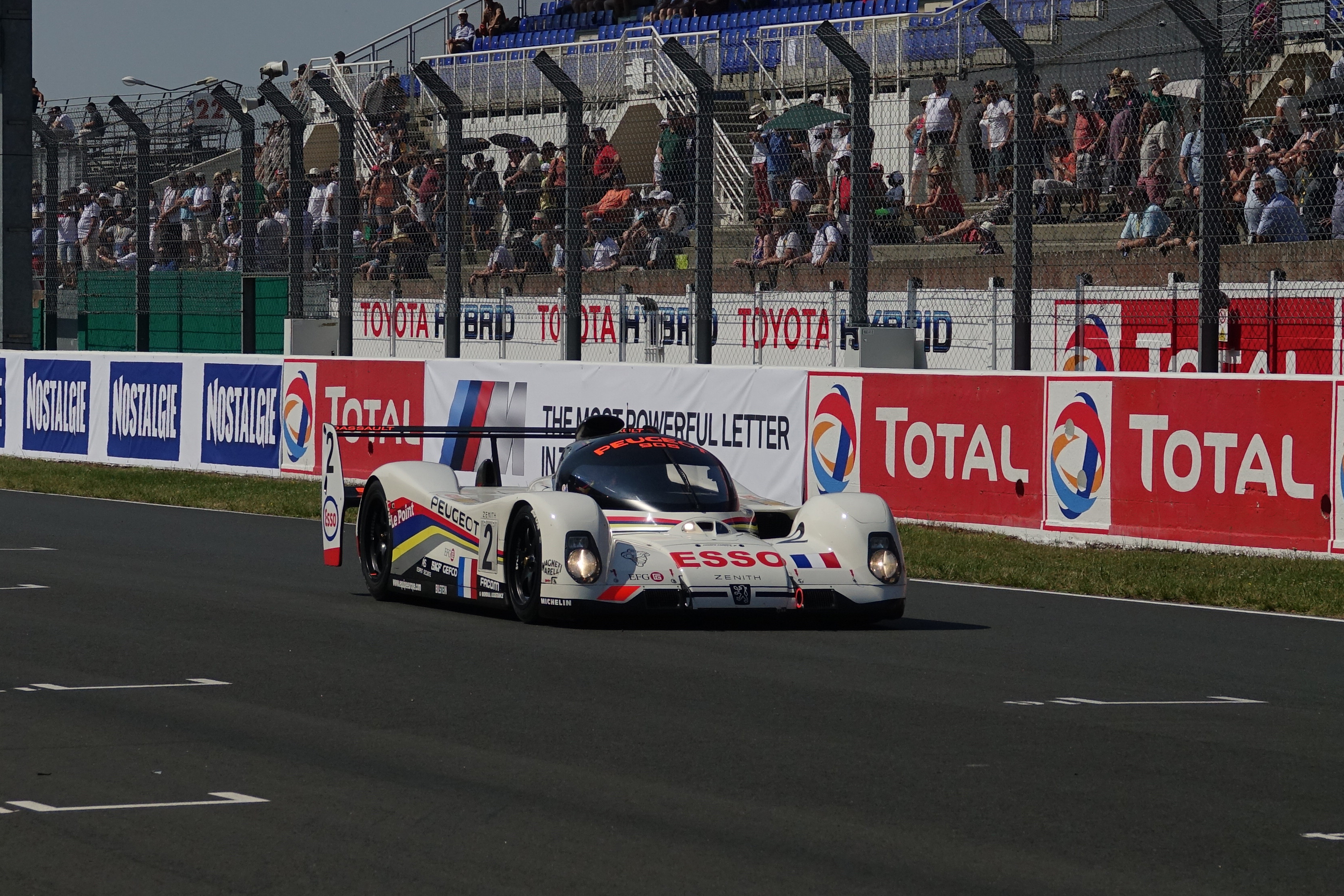
25 ans de la victoire des Peugeot 905
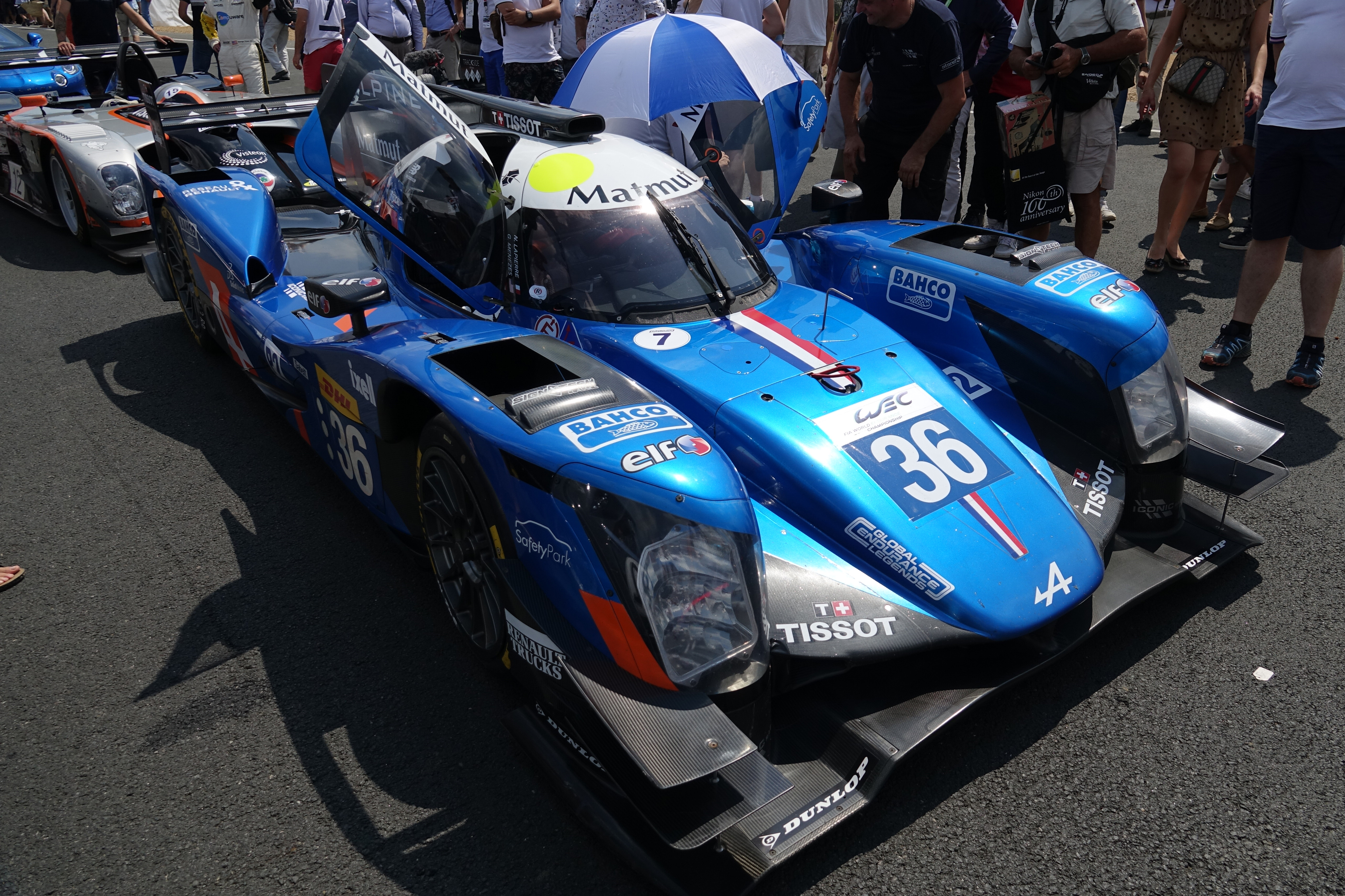
40 ans de la victoire d'Alpine
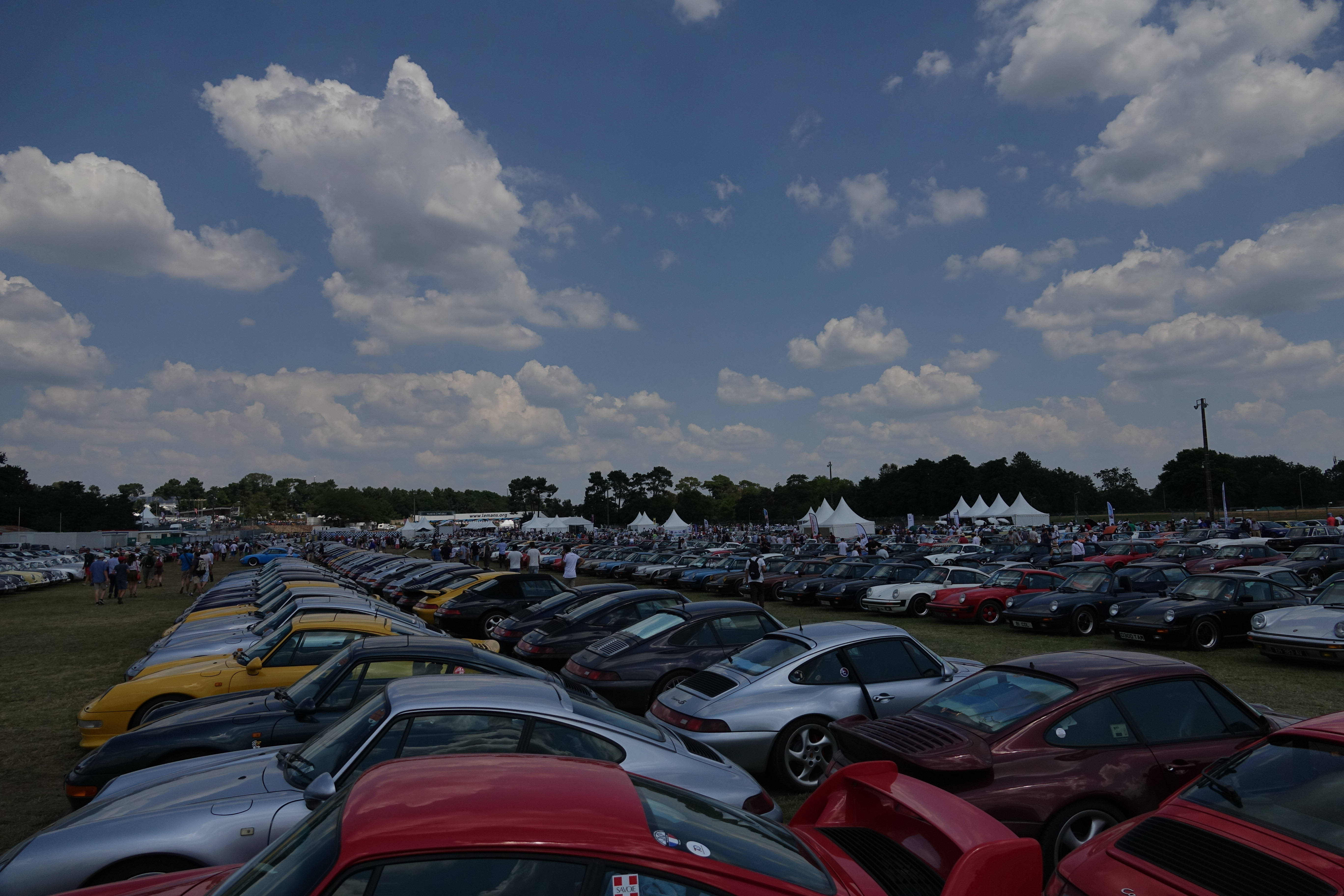
70 ans de Porsche

Cette année les 6 plateaux de voitures de compétition sont à nouveau rejoints par le Groupe C Racing, dans lequel le pilote Jenson Button concoure, et, nouveauté 2018, le plateau Global Endurance Legends regroupant les GT et prototypes ayant couru les épreuves d’endurance des années 1990 à 2000 pour deux démonstrations.

Groupe C au Le Mans Classic 2018
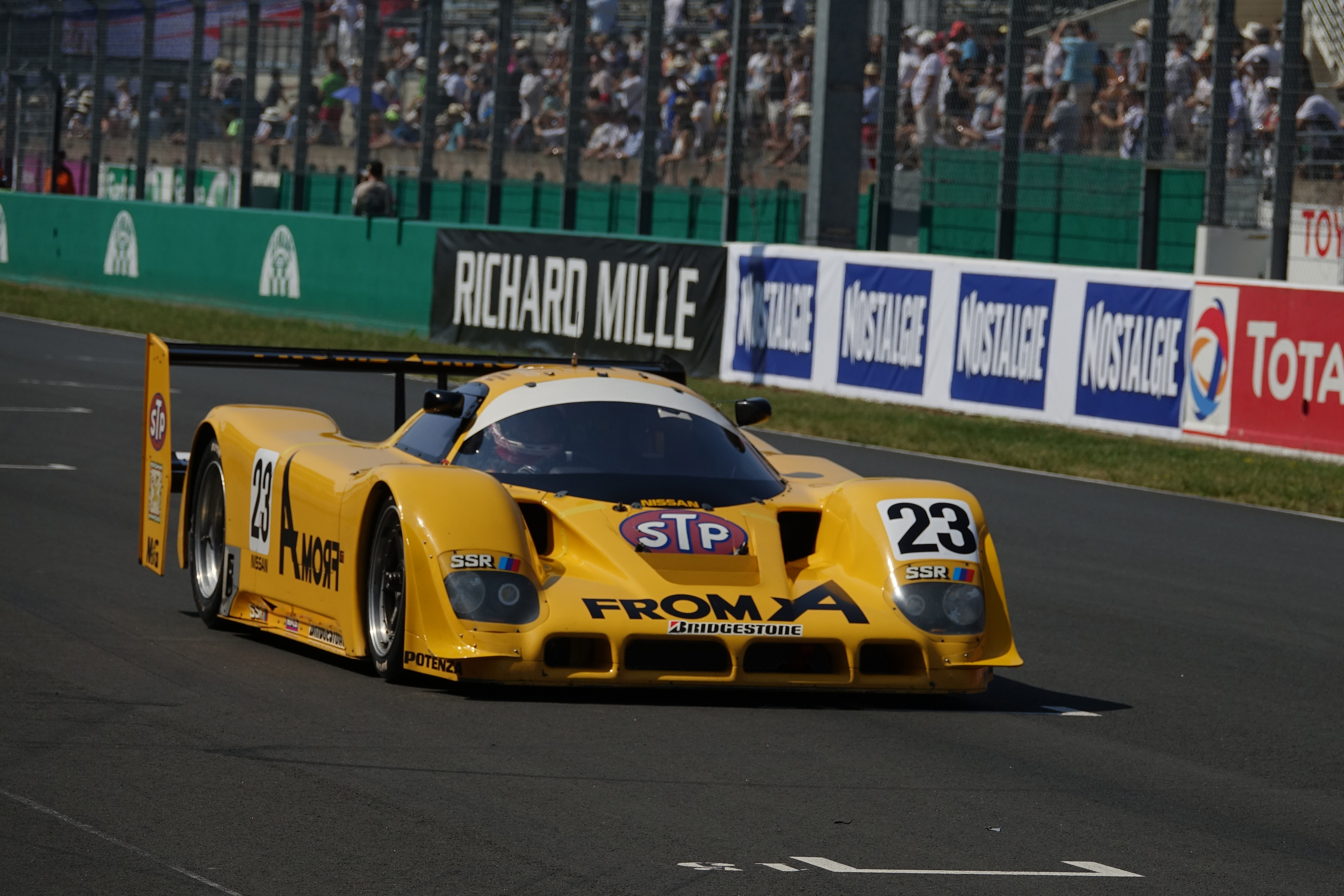
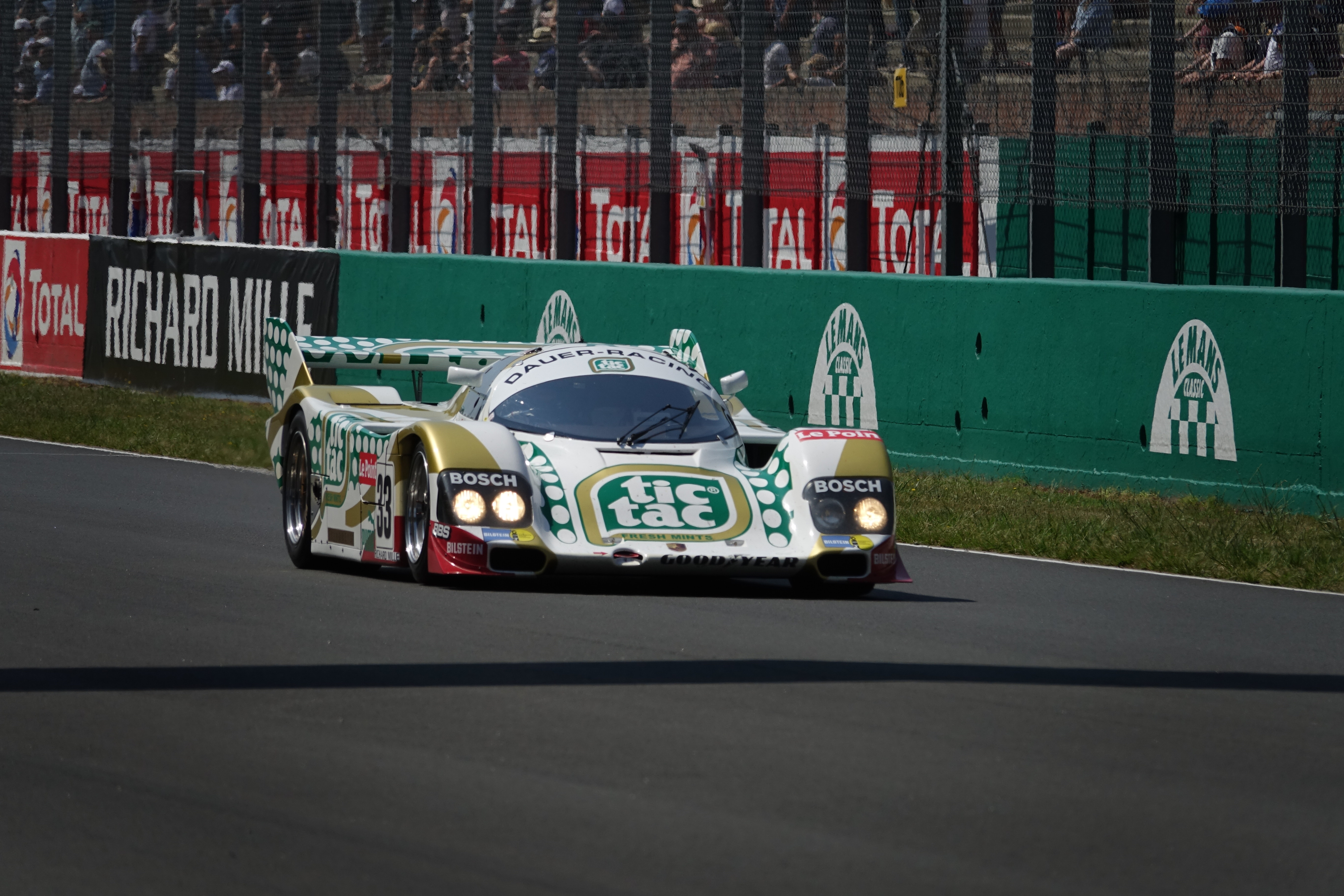
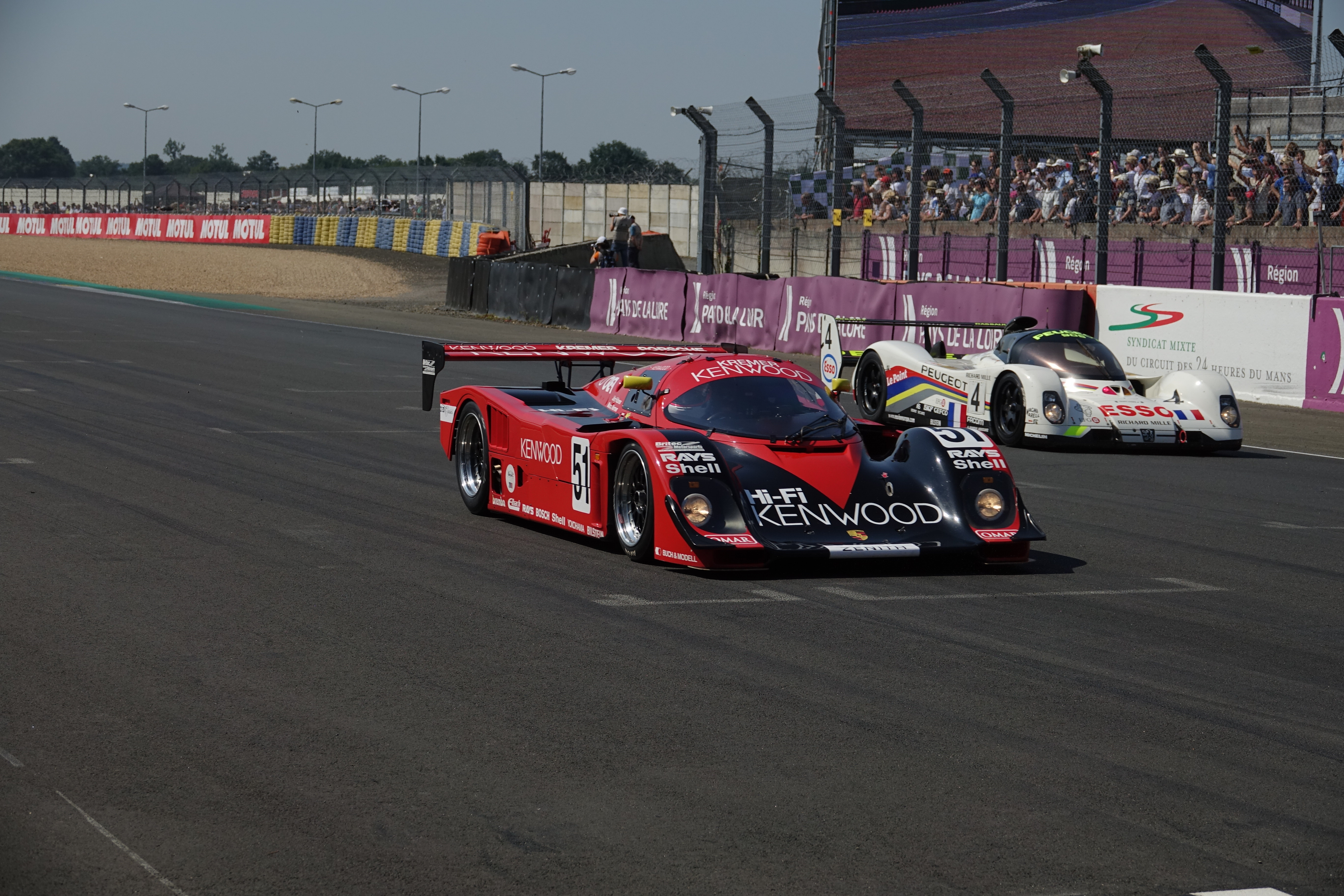
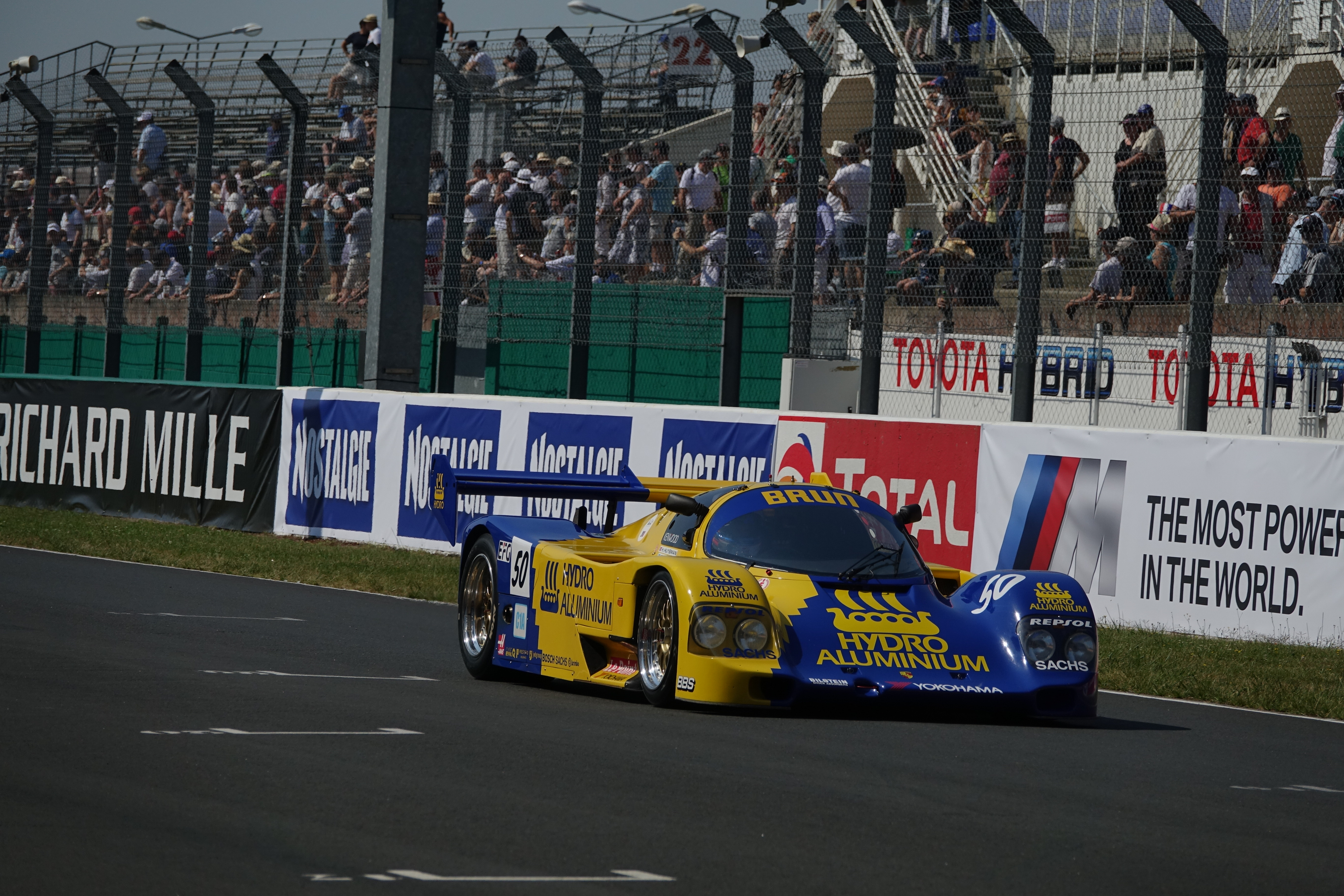
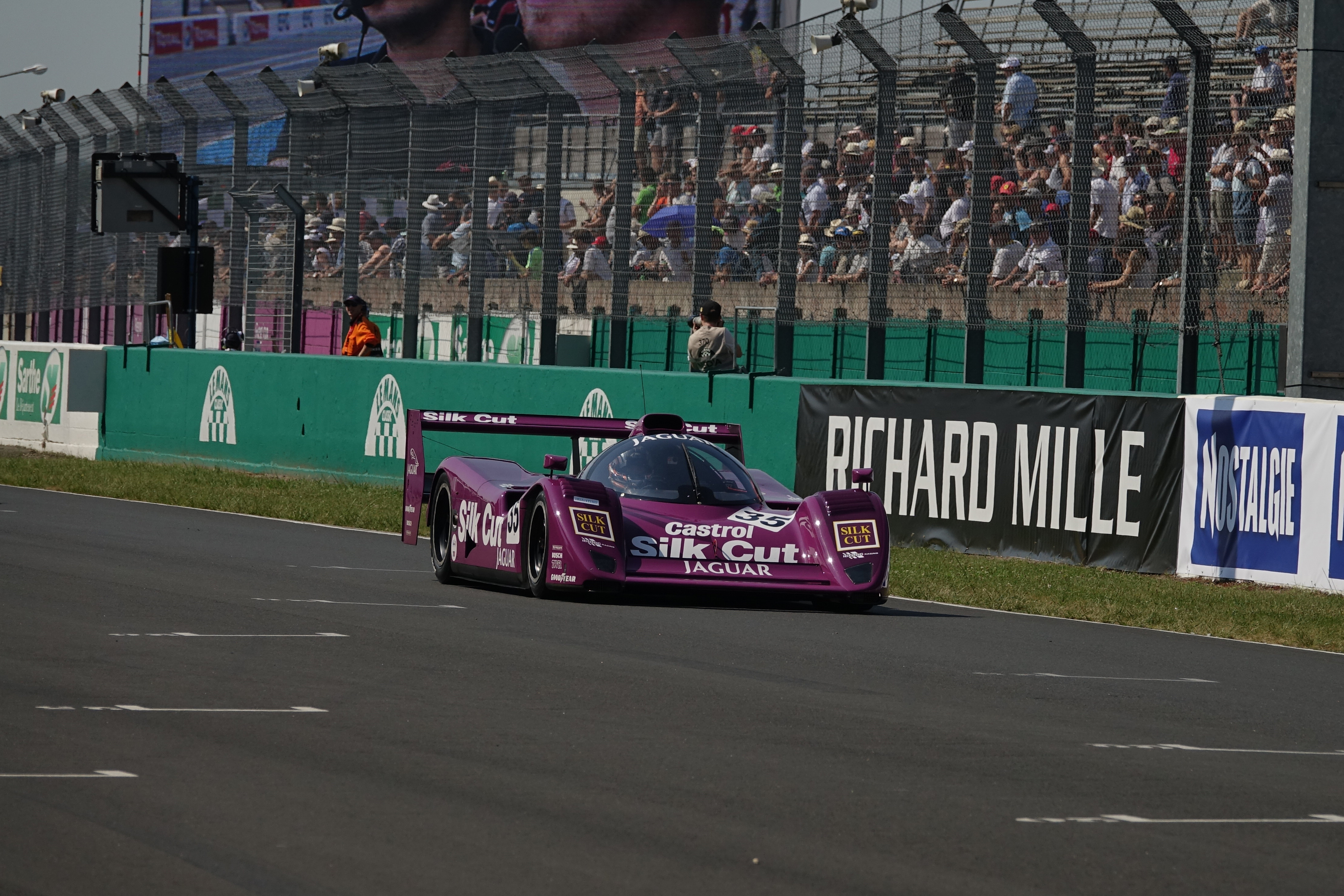
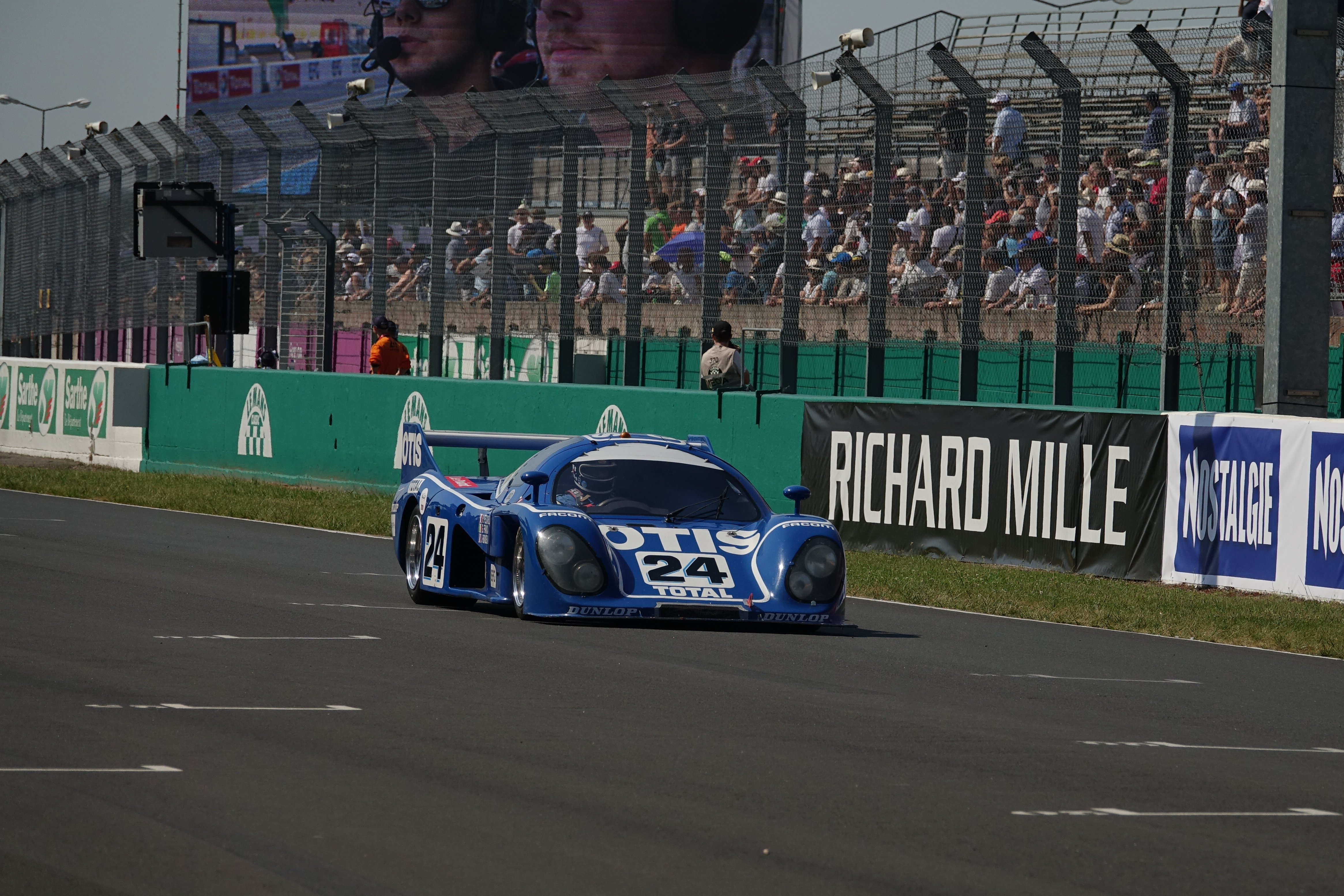
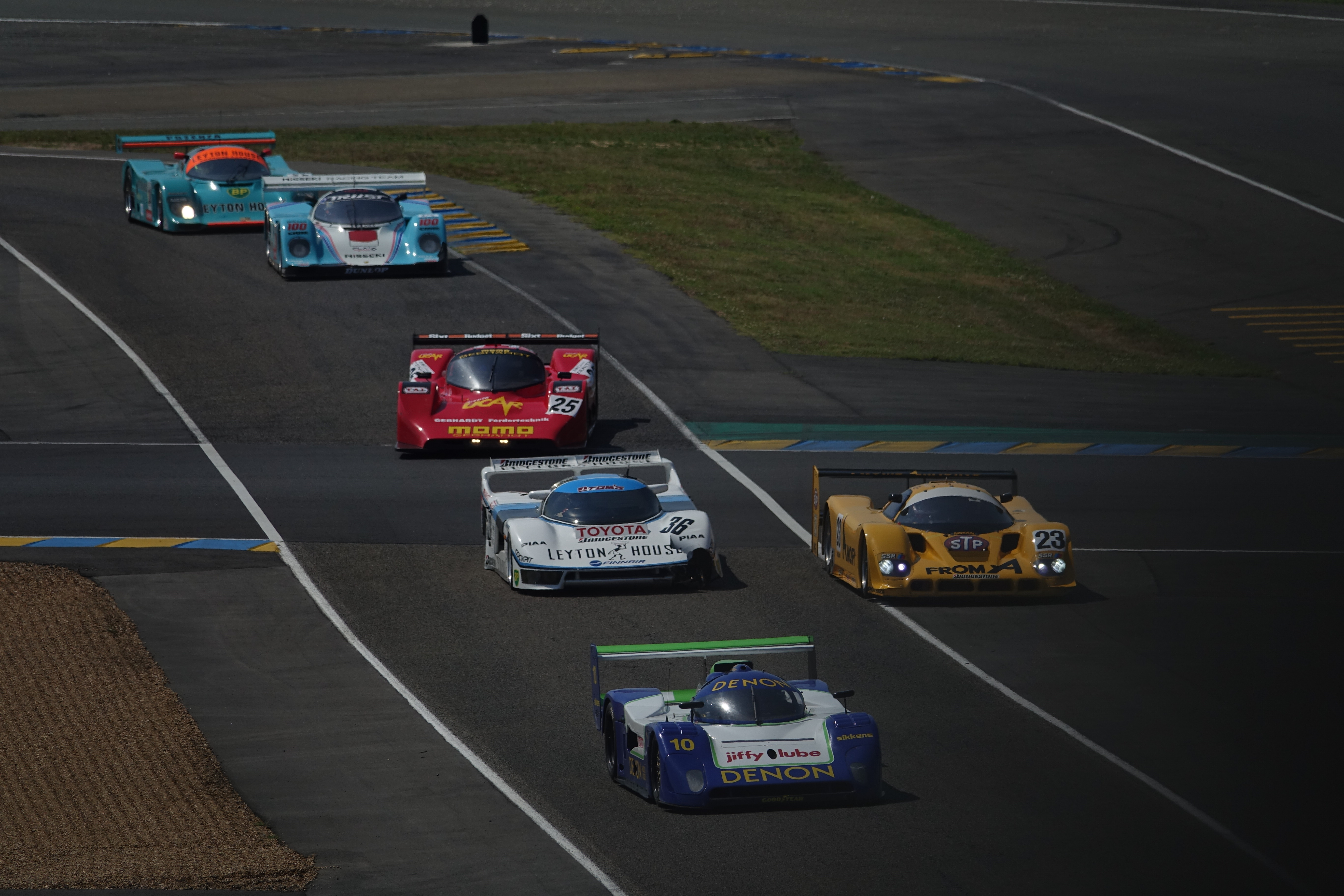
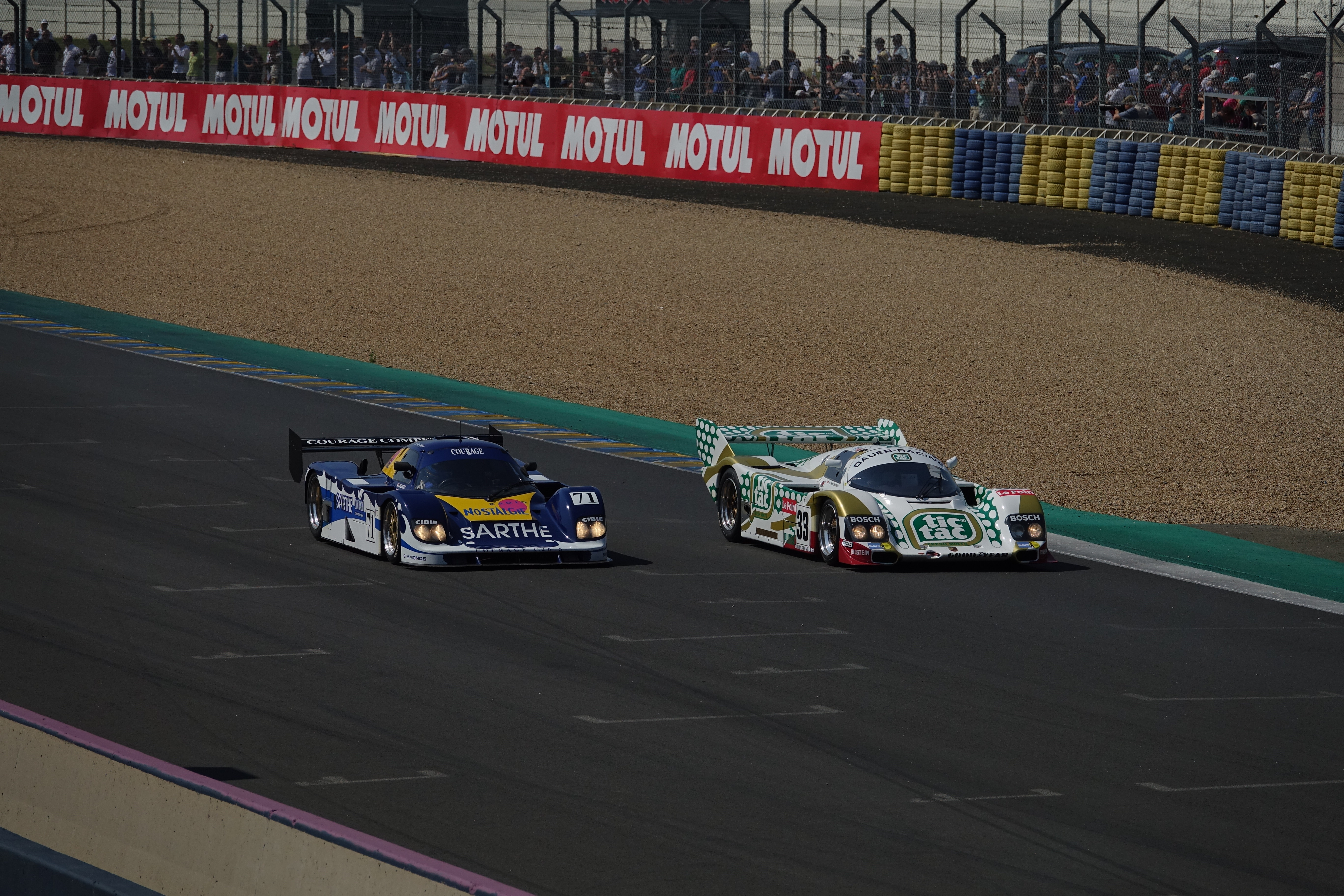

Pilotes engagés
Pour la première fois, parmi les 1 000 pilotes engagés, ce sont dix anciens vainqueurs des 24 heures du Mans qui sont présents en piste dans les différents plateaux :
- Jürgen Barth
- Romain Dumas[18]
- Loïc Duval
- Jan Lammers
- Gérard Larrousse
- Klaus Ludwig
- Jochen Mass
- Stéphane Ortelli
- Henri Pescarolo
- Marko Werner

Pilotes présents
Sur la piste ou dans les paddocks, d'autres grands noms du pilotage sont présents sur cette édition avec la présence de :
- René Arnoux
- Paul Belmondo
- Jacques Laffite
- Sébastien Loeb
- Felipe Massa
- Jean Ragnotti

Les pilotes
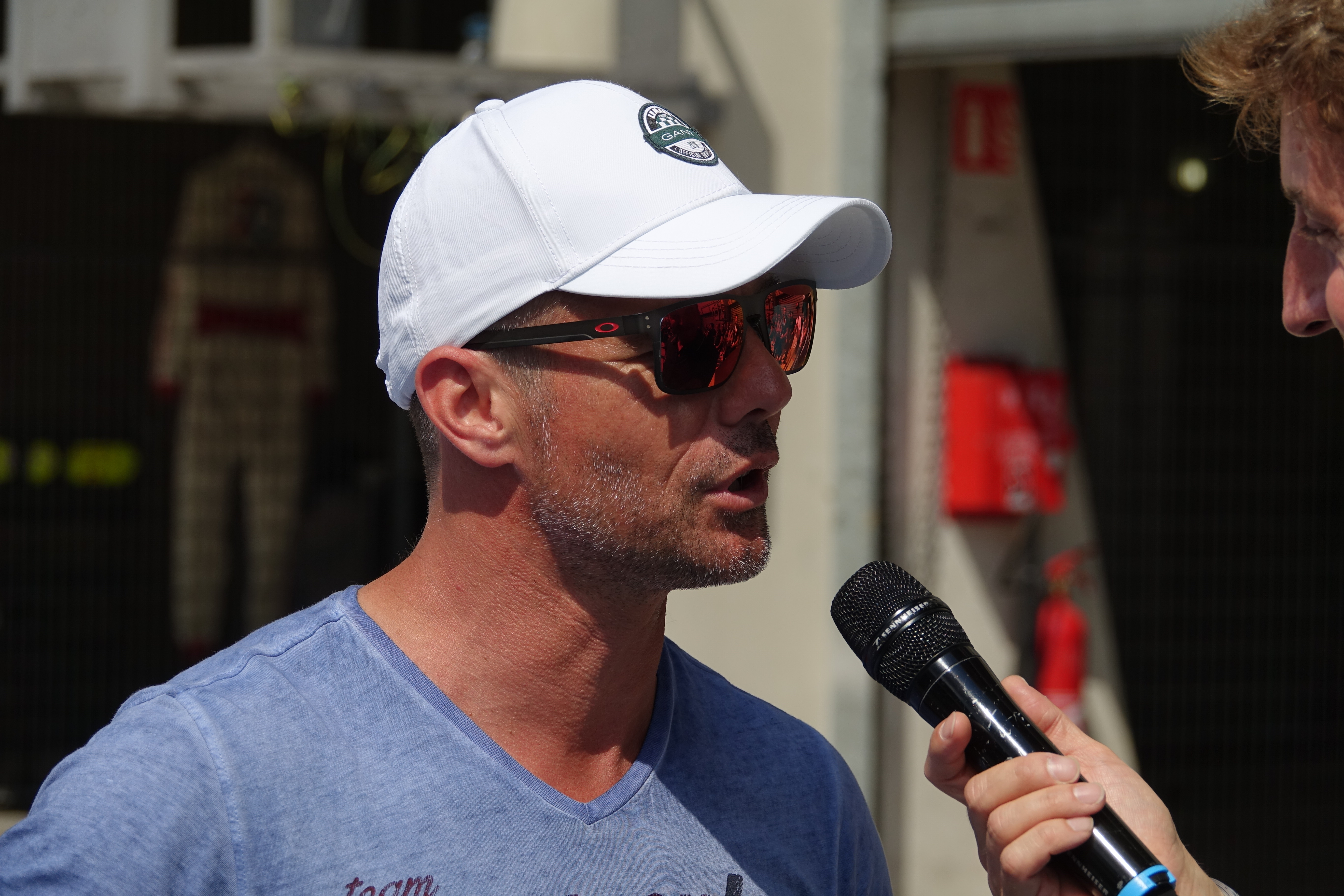
Sébastien Loeb
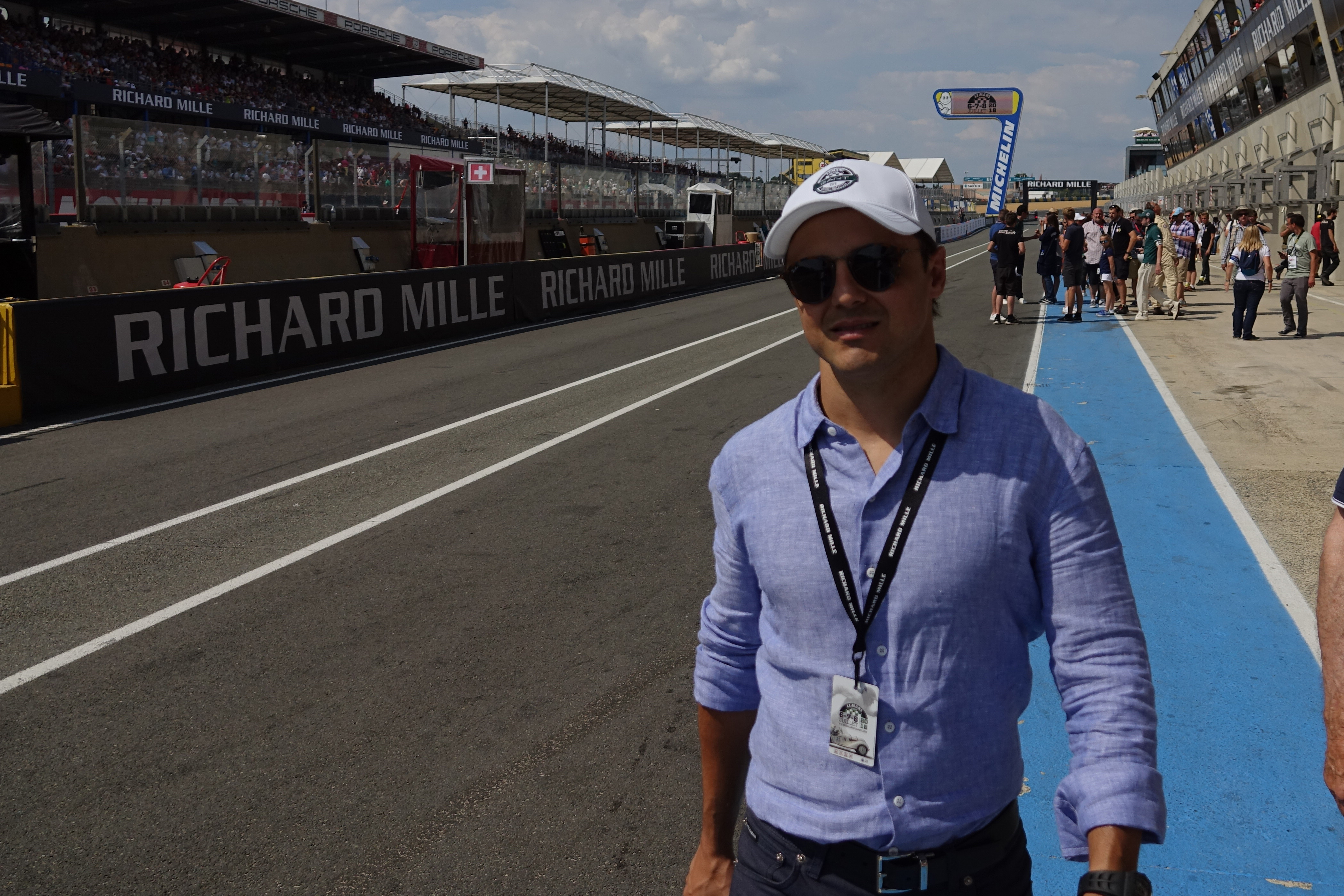
Felipe Massa
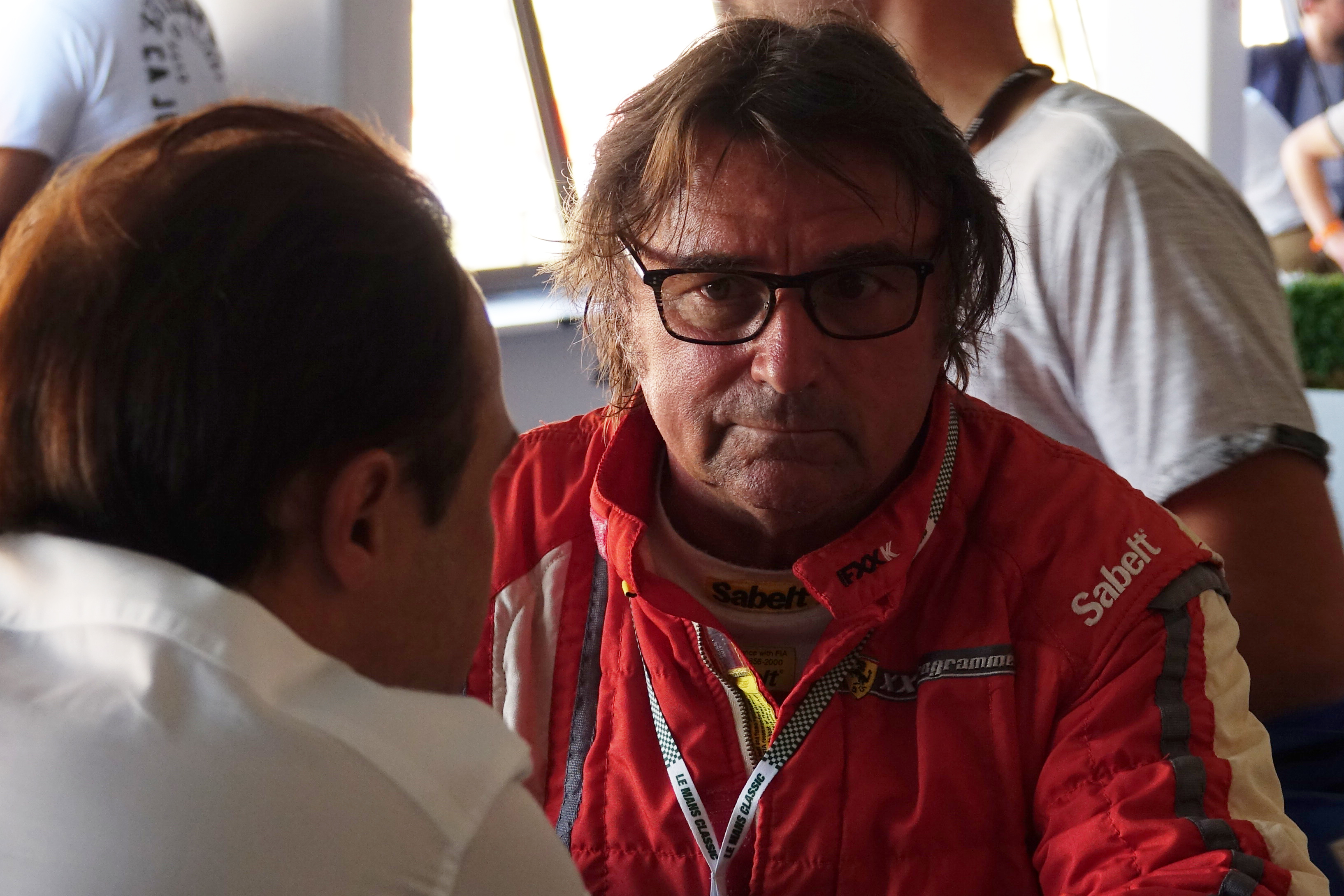
René Arnoux

### 10eédition (2022)
Initialement prévue en 2020, puis reportée une nouvelle fois en 2021, pour cause de pandémie de Covid-19 ; la 10e édition est finalement programmée du 30 juin au 3 juillet 2022.
Anniversaires
L'édition anniversaire des 10 ans du Le Mans Classic a battu son record de fréquentation avec 200 850 spectateurs.

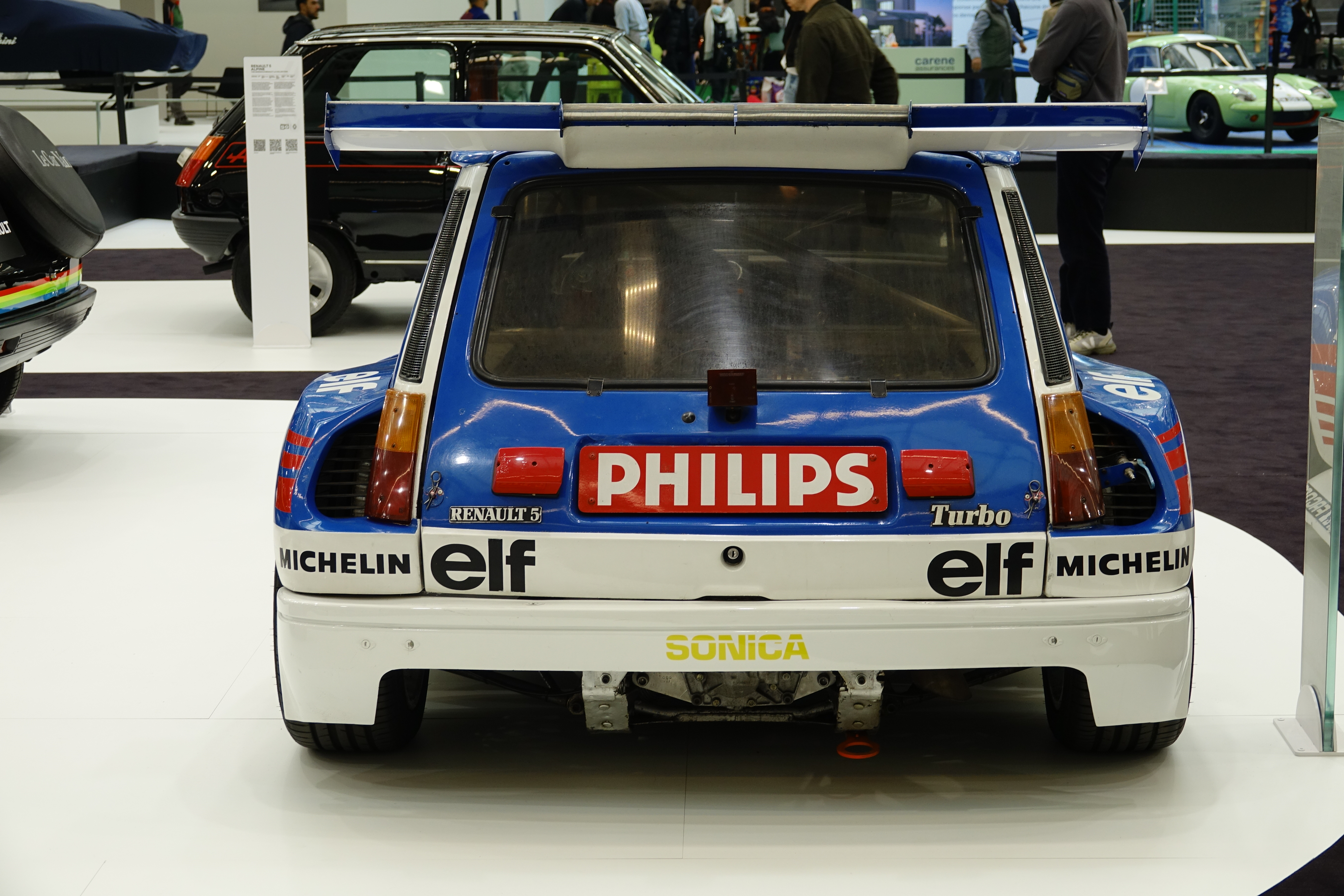
50 ans de la Renault 5

Cette année, le constructeur français Renault fête aussi un anniversaire, celui des 50 ans de la Renault 5. Comme au salon Rétromobile 2022, il expose les versions emblématiques de son modèle, on retrouve ainsi :
- Renault 5 Prototype
- Renault 5 électrique (1972)
- Renault 5 Superproduction
- Renault 5 Le Car Van
- Renault 5 Alpine (1976)
- Renault 5 Turbo (1980)
- Renault Supercinq
- Renault 5 Diamant électrique (2022)

### 11eédition (2023)
La onzième édition du Le Mans Classic est programmée en 2023 (29 juin au 2 juillet) et non en 2024 si elle avait dû respecter le calendrier d'une édition bisannuelle. En effet, 2023 célèbre les 100 ans de la première édition des 24 heures du Mans, et la rétrospective automobile mancelle s'est alignée dans le temps pour célébrer cet anniversaire.
Cette année, ce sont 235 000 spectateurs qui sont venus sur le circuit Bugatti, pour voir les 8 500 voitures de Clubs automobiles, 800 voitures de courses, 150 exposants et près de 1 000 pilotes.
La maison d'enchères Artcurial organise une vente le vendredi 30 juin où est proposée la Porsche 962C avec laquelle Derek Bell a couru au Japon en 1990, et qui a terminé 3e aux 24 heures du Mans 1990 avec l'écurie Alpha Racing Team. Mais c'est aussi l'occasion d'une autre vente aux enchères où l'État français, via l’Agence de gestion et de recouvrement des avoirs saisis et confisqués (AGRASC), propose à la vente six Porsche de compétition saisies à un riche collectionneur :
- Porsche 906 K de 1966
- Porsche 907 K modifiée LH de 1967
- Porsche 908 LH de 1968
- Porsche 911 2,3L ST Le Mans de 1971
- Porsche 911 Carrera 2,8L RSR de 1973
- Porsche 911 Carrera 3,0L RSR de 1974

## Récompenses
- Grand Prix de l'Événement de l'année 2002 au Festival automobile international.
- Prix du Historic Motoring Event of the Year 2014 aux International Historic Motoring Awards[39].
- Prix du Historic Motoring Event of the Year 2016 aux International Historic Motoring Awards[40],[41].
- Prix du Historic Motoring Event of the Year 2018 aux International Historic Motoring Awards[42].